# 俺たちに翼はない
『俺たちに翼はない』（おれたちにつばさはない）は、2009年1月30日にNavelから発売された18禁恋愛アドベンチャーゲームならびにそのアニメ化作品である。通称「おれつば」。

## 概要
脚本担当の王雀孫より企画書が提出されたのは、Navelが設立された2003年春。当初はNavelブランド第二作として予定されていたが、王の執筆の遅さから延び延びとなった。
いつまでも完成しないのは制作発表をしないからであるという会社の判断により2005年3月19日、メーカー公式サイトおよび雑誌『PUSH!!』2005年5月号にて『Tick! Tack!』と同時に制作が発表され、4月3日には公式サイトに専用ページが開設された。BasiLで制作された『それは舞い散る桜のように』（以下『それ散る』）で人気を博した王雀孫の新作ということで注目度は高く、各雑誌で特集が組まれたり企画が催されたりしたが、脚本の遅れにより雑誌へ渡す素材もなくなったことから『PUSH!!』などの連載も中断し、他作品が先行発売される結果となった。
そして、いつまでも完成しないのは発売日を決定しないからであるという会社の判断により2007年11月10日、メーカー公式サイトおよび雑誌『コンプティーク』2007年12月号にて、発売予定日が2008年6月28日と発表された。しかし制作が遅れたことにより発売予定日は11月28日に延期され、代わりに『おれつば』の世界観を知ることができるようにと、『俺たちに翼はない〜Prelude〜』が発売された。この作品では「千歳鷲介編」「成田隼人編」のプロローグとともに、本編の1年前を舞台にしたショートストーリー4本が収録されている。このショートストーリーは本編には収録されていない。また、グラフィックやプロローグの内容でも、本編とは一部異なっている箇所がある。
本編はクオリティアップのため再延期され、2009年1月30日に『Limited Edition』が、同年4月24日に『Standard Edition』がそれぞれ発売された。
脚本：王雀孫、原画：西又葵、音楽：アッチョリケ、背景：斉藤陽子と、『それ散る』の制作スタッフがメインに関わっている作品である。アダルトゲームの発売日に設定されることが多い金曜日ではなく、土曜日である2008年6月28日に発売日が当初設定されたのは、『それ散る』発売日と同じ日に意識して合わせたからである。
インターネットラジオ番組『ねぶら』第122回放送で発売日が発表された際には、パーソナリティの後藤邑子が西又に「発売日が決まったのは何かの冗談ですか？」と質問したほど「幻の作品」扱いになっていた。
2010年7月30日、スピンオフ作品『俺たちに翼はない AfterStory』（以下『おれつばAS』）が発売された（詳細は後述）。2011年2月25日には、本作のリニューアルパッケージ版『俺たちに翼はない -Anniversary Edition-』、『Prelude』『AfterStory』を同梱した『俺たちに翼はない Prelude&AfterStory』が同時発売された。
2010年11月30日にテレビアニメ化が発表され、2011年4月から同年6月まで放送された。
2011年6月24日には、一般向け（15歳以上推奨）にリニューアルされた『俺たちに翼はないR』が発売された（詳細は後述）。
2013年4月18日発売の『週刊ファミ通』5月2日号で、5pb.がPlayStation 3およびPlayStation Vitaに移植して発売することを発表、2014年4月10日に発売された（詳細は後述）。

## ゲームシステム
「羽田鷹志（タカシ）編」「千歳鷲介編」「成田隼人編」「伊丹伽楼羅編」「羽田鷹志（ヨージ）編」と5つの物語で構成されている。「羽田鷹志（タカシ）編」（前編）→「千歳鷲介編」（前編）→「成田隼人編」（前編）→「伊丹伽楼羅編」→「羽田鷹志（ヨージ）編」（前編）の順で進む。各章の選択によって以降の章の展開が変化し、各章の前編が終了した後、もっとも好感度をあげたメインヒロインがいる章の後編へ進み、ヒロインの攻略が可能になる。なお「羽田鷹志（ヨージ）編」のメインヒロインである羽田小鳩は、各章のメインヒロインを全員攻略することが条件となっている。
「伊丹伽楼羅編」「羽田鷹志（ヨージ）編」では物語の真相が語られることもあり、マニュアルでも主人公の正体は明かされていない。公式サイト専用ページや雑誌などで紹介されたのもゲーム発売後であった。
既読のメッセージはシーン毎のセーブタイトルと粗筋、登場人物が表示され、ワンクリックでスキップすることが可能である。

## ストーリー
某県の大都市「柳木原」（略称ギバラ）では、今日も誰かのありふれた物語が生まれていた。季節は冬。寒さが厳しい白い空。心に悩みを持つ若者たちが繰り広げる群像劇。そんな若者たちが傷つき、笑いあう。どこにでもあるような恋物語が今語られる。
「羽田鷹志（タカシ）編」
柳木原駅西口にある進学校、私立美空学園（みそらがくえん、略称は「ソラ学」）に通う羽田鷹志が主人公。メインヒロインは渡来明日香。
美空学園3年A組の羽田鷹志（タカシ）は人には言えないある秘密のため、将来のことは全く考えず、ただ無気力な毎日を過ごすばかりであった。友達の森里和馬は学校を休んでおり、学園では誰とも話をせず、帰ってはネットやゲームに興じるだけの日々。渡来明日香とは1年の頃の告白から付き合っていることになっているが、それは仮面恋人の関係であった。しかし、ある出来事から鷹志と明日香との距離は縮まりはじめる。
「千歳鷲介編」
陽気で気ままなフリーター、千歳鷲介が主人公。メインヒロインは玉泉日和子。
柳木原駅東口から10分ほどのところにある「アレキサンダー」花水木通り店は、鷲介行きつけである2階建ての洋食レストラン。名物店長軽部狩男の合コンをしたいという欲望から、二浪生のウェイトレス望月紀奈子の壮行会が開かれることに。集まったのは常連客の鷲介と鳳翔。同じウェイトレスの日野英里子、そしてウェイトレスに復帰する玉泉日和子だった。しかし鷲介は様々の不幸な偶然から、日和子に悪印象を与える結果に。
鷲介は狩男から誘われて「アレキサンダー」でアルバイトをすることになり、トレーナーとして日和子が付く。
「成田隼人編」
自称ハードボイルドだが、実際は二枚目半なところがある成田隼人が主人公。メインヒロインは鳳鳴。
隼人は柳木原の繁華街でヘルプを請け負う自称何でも屋。仕事がないときは、工事現場で飛び込みのアルバイトをして日銭を稼いでいる。人付き合いは苦手だが、柳木原の夜の繁華街には、同じように傷を持ちあう若者たちが集まってくる。
隼人の仕事の窓口である「パルクレープ」の店主、春日春恵の元に、鳳鳴という少女が現れた。鳴は盗まれた赤い自転車を探してほしいという。鳴が、柳木原の不良少年軍団を束ねた「私設自警団・柳木原フレイムバーズ」 (YFB)のトップであり、知り合いでもある鳳翔の妹であることを知り、隼人はその仕事を断ろうとするが、結局は引き受けることに。自転車を探しているうちに鳴に惹かれていく隼人であったが、カリスマドラマーハリュー・クロードを信奉する「R-ウィング」とYFBの抗争に巻き込まれていった。
「伊丹伽楼羅編」
グレタガルドの国王である伊丹伽楼羅が降臨するが、王国との違いに愕然とする。
「羽田鷹志（ヨージ）編」
「羽田鷹志（タカシ）編」「千歳鷲介編」「成田隼人編」「伊丹伽楼羅編」を包括する内容。それぞれの登場人物が出てくると同時に、複数の謎が解き明かされる。メインヒロインは羽田小鳩。

## 登場人物
各章はいずれも関連しているため、複数の章にまたがって登場する人物も多い。
主要人物のほとんどは、鳥をモチーフにした名前が付けられている。ヒロインの誕生日は、「Navel スクールカレンダー2010-2011」（初出 - コミックマーケット77）にて初公開された。
※声優表記はPC版 / 全年齢版での順。

### 主人公
物語の序盤では主人公が複数人いるかのように描かれているが、実際には主人公は解離性同一性障害を煩ったひとりの人物であり、以下はすべてその主人公の別々の人格である。ゲーム版でもアニメ版でも、それぞれの人格でビジュアル（外見）は異なって描かれているが、それは本人のイメージであり、あくまで他人から見たら「声色や口調、雰囲気や性格が異なるだけで、同じ顔」に見えているという形になっている。人格が変わると食べ物の好み（食べられないもの）まで変わる（小鳩はそれぞれの好みを覚えており、アニメ版では、小鳩がその時の人格に合わせて料理を用意する描写がある）。
また、劇中では簡単に触れられるだけだが、これ以外にも多数の人格があったという。
羽田 鷹志（はねだ たかし）
声 - 川梛珱 / 下野紘
メインテーマ「Main Theme“HAWK”」
「羽田鷹志（タカシ）編」主人公。私立美空学園3年A組で学級委員長。小鳩といっしょに、叔父母の一軒家に住んでいる。
無気力で、自分から他人と積極的に話をすることはほとんどない。何をされても黙って笑って受け止めており、理不尽な扱いでも怒るようなことはせず、納得して受け入れる。会話中の空気を読まず、天然な受け答えをしてしまう。「うん、まあ、普通かな」が口癖。
友人はいない。1年の時のクラスメイトである和馬は、高校生活における唯一の友人と思っている。
趣味はゲームとインターネット。たまに蘊蓄を語っているが、その知識のほとんどはネット上に書かれていたものである。
和馬たちの悪ふざけから、1年の時より明日香と付き合うことになったが、実際は仮面恋人であり、ほとんど話をしたことがない。ただし鷹志にとって明日香は初恋の人である。
時折異世界のグレタガルドへ召還され、聖騎士ホーク・シアンブルーとして、大聖剣グレタカリバーを手に、平和を守るため闘っている。
羽田鷹志（ヨージ）が作った人格のひとつで、羽田人格の三男である。自身が奈落に落ちた後で小鳩を守るために作られた。精神世界での位置づけはホーク・シアンブルー。無敵の戦士を願って誕生したため、たとえ何をされても笑っているというズレた感情の持ち主となったが、心への負担は大きく、壊れかけの自身の心を保つために別の人格に変わって自身の中に逃げていた。その間は鷲介や隼人が代わりに場をつないでいて、その間の空白の記憶の繋ぎ（夢）としてグレタガルド（劇中のロールプレイングゲーム「ウイングクエスト」を元に空想した世界）に召喚されるという偽の記憶を作っていた。そして本当の自分はそちらの世界の住人だと信じている。
PS3/Vita版の林田美咲ルートでは幼い頃の経験により、恋愛をすることについて極度の抵抗をもっている点が強調されている。
名前の由来は羽田空港、鷹（ホーク）から。
千歳 鷲介（ちとせ しゅうすけ）
声 - 泉菊之介 / 三浦祥朗
メインテーマ「Main Theme“EAGLE”」
「千歳鷲介編」主人公。色々なアルバイトで気ままに生きている貧乏フリーター。鳳翔からの紹介で「メンズフリーズ」のコラムも執筆している。
「アレキサンダー」の常連客。狩男に誘われ、「アレキサンダー」でアルバイトをすることになる。
軽薄で不真面目と思われるくらい明るく社交的だが、人に嫌われることを恐れ、他人と深く関わろうとしない。普段からピエロ的なポジションで振る舞っているが、実際は周囲の空気を読んで行動することが多い。毎日楽しく過ごすことができればよいと、適当に世の中を渡り歩いている。「ぬるっと行こう」がモットー。一晩で電話帳ほどの厚さのあるマニュアルを丸暗記できるほどの驚異的な集中力を持つ。
往年のアイドル「フリッキー5」のファンで、特にヨッくんのファンである。
ヨージの人格の一つで、羽田人格の四男である。精神世界での位置づけはイーグル・イエローグリーン。外相担当を自称し、主にタカシとの「スクランブル」の際は機転のきいた言い回しで自身の病気に関することを隠している。鷹志（タカシ）の次に生み出された。彼以降の人格には「痛み」を知る機能が備わり、ほとんどは普通の人と変わりない性格となっている。
自身の心の中で他人格と会話する「面談」という技を開発したのは鷲介である。
名前の由来は新千歳空港、鷲（イーグル）から。
成田 隼人（なりた はやと）
声 - 縦溝精史（幼年時代：植野ぐみ） / 諏訪部順一
メインテーマ「Main Theme“FALCON”」
「成田隼人編」主人公。その日暮らしの根無し草生活を続けている若者。
交通費込みの時給900円で何でもする街の便利屋さん「成田工務店」を名乗り、窓口である春恵を通して仕事を受け付けているが、依頼がほとんどないため、普段は飛び込みの日雇い労働をしている。通称は暗くならないと現れない「ドラキュラ」を略して「ドラ」。
態度はでかく口が悪い。自称ハードボイルドを気取っているが、実際は内弁慶で人と深く付き合うことが苦手であり、周囲に壁を作っている。その反面、お人好し。ボクシングや格闘技を習っていたことがあり、今でも腕っ節は強いが、昔に交わした約束により今は自ら喧嘩を仕掛けることはない。趣味は人間ウォッチング。口癖は「ブッ殺すぞ、バカ（この）ヤロウ」。
亜衣や翔、「柳木原フレイムバーズ」の面々とは1年前に知り合い、柳木原で会うたびにまとわりつかれている。
ヨージの人格の一つで、羽田人格の五男である。精神世界での位置づけはファルコン・マゼンダレッド。主に喧嘩などの戦いになると「スクランブル」され、その事後処理を行うことが多々ある。
アニメでは主人公達の中で唯一全話登場している。
名前の由来は成田空港、隼（ファルコン）から。
伊丹 伽楼羅（いたみ かるら）
声 - ビッグバン平太 / 稲田徹
メインテーマ「Main Theme“GARUDA”」
「伊丹伽楼羅編」主人公。グレタガルドの国王。
怒りと怨嗟を司る。行動には予兆がないので動きが読みにくい。故に危険である。
小鳩をプリンセス・ダヴと呼び崇拝している。
名前の由来は伊丹空港、ガルダ（ガルーダ）の漢字表記である迦楼羅から。
羽田 鷹志（はねだ ようじ）
声 - 悠揮タクト（幼年期 - 小遊鳥アキラ） / 代永翼（幼年期 - 中村繪里子）
メインテーマ「Main Theme“CONDOR”」
誕生日：3月3日
「羽田鷹志（ヨージ）編」主人公。小鳩の従兄。羽田鷹志（ようじ）は主人公の戸籍上の本名。

### ヒロイン
渡来 明日香（わたらい あすか）
声 - 森谷実園 / 吉田真弓
メインテーマ「想像力の豊かな人間になりたいと思うんだ」
誕生日 - 8月24日 身長 - 158cm 3サイズ - 84/57/83
「羽田鷹志（タカシ）編」メインヒロイン。私立美空学園3年A組で美化委員。
校内一と謳われる美貌と抜群のプロポーションから、「美空学園のプリンセス」と呼ばれている。普段は明るく社交的で、ノリをあわせながらも凛としたその姿は周囲の憧れの的である。本当は興味のない人間と付き合うことが嫌いであり、かつ周囲にいる人たちのほとんどに興味を持っておらず友人がほとんどいないが、人あしらいがうまいため、その本性はごく一部にしか知られていない。
1年時の4月、和馬たちの悪ふざけで無理矢理告白をさせられた鷹志を救う形で恋人同士となるが、付きまとってくる男を追い払うための方便として利用しただけで「本当の恋人ができるまで」の仮面恋人となる。周囲も鷹志と明日香が付き合っているとは思っていない。だが鷹志にとっては初恋の相手であり、鷹志のグレタガルドの世界では、プリンセス・アスカという存在になっている。
家族は母一人が県外に住んでいる。そのため、マンションに一人暮らしで、自炊もしているため料理もそれなりにできる。『おれつばAS』では後ろ姿ながらも母親（声 - 水野かっぱ）が登場。明日香の性格は母譲りである。
弟がいたと語っているが、その弟とは「明日夢（あすむ）」と名付けたイマジナリーフレンドであり、その存在を感じられなくなり明日夢がイマジナリーフレンドだった認識したあとも、“明日夢”のものだった男物のおもちゃや子供服などを捨てられずに仕舞っている。その経験から、鷹志の真実を知ると強い関心と共感を抱くようになる。
NavelのHP内で2011年11月18日-25日に投票が行われた、好きなNavelキャラクター（ただし、西又葵デザインキャラクターのみで、ネリネや『Soul Link』などの鈴平ひろデザインキャラクターは入っていない）をタイトルごとに1名投票する『NAG選抜総選挙2012』では、『俺たちに翼はない』部門1位（総合1位）に選ばれた。『ネブ*プラス』「その後のその後の明日香」では、タカシとの甘い一日が描かれている。
名前の由来は渡り鳥の「渡来」、飛鳥（あすか）を漢字変換したもの。
玉泉 日和子（たまいずみ ひよこ）
声 - 五行なずな / 小野涼子
メインテーマ「きんきんクールビューティー」
誕生日 - 8月14日 身長 - 161cm 3サイズ - 88/60/89
「千歳鷲介編」メインヒロイン。私立美空学園2年B組で、学級委員と美化委員を兼務している。同じ委員に所属しているためか、明日香が比較的素を出せる数少ない相手。手先は不器用で、手書きの文字は難読なほどであり、料理も苦手。
受験勉強でアルバイトを休む望月紀奈子の代わりとして、昨年の4月から10月まで働いていた洋食レストラン「アレキサンダー」で再び働くこととなり、新人ウェイター千歳鷲介の教育係を命じられる。
礼儀正しいのだが生真面目で融通が利かず、ルール・マナー・公衆道徳違反に遭遇すると誰それ構わず注意するが、実は臆病者のため、相手の目を見て話すことはできない。それを隠すため、近眼であるのに普段は眼鏡をかけない。その性格からか、「アレキサンダー」では胸元の開いた新制服ではなく、メイドをモチーフにした旧制服を着用している。アルバイトをしていることは店でからかわれるのが嫌なため、明日香には秘密にしている。
嬉しいことがあると頬を緩ませてしまうが、苦手な相手には仏頂面となり、棒読みの口調で対応する。普段はクールな視線だが、怒ったときは鮫のような、あるいは腐った魚のような目つきで睨み付ける。これらの点から堅物な印象を与えがちだが、実は元「フリッキー5」のホソリューの熱心なファンというミーハーな部分も持っている。
学園では秘密にしているが、「細川玉木」というペンネームで昨年祥玄社のジュニア向けコンテストの銀賞を受賞した（日和子が作家でもあることを知っている学生は美咲と明日香くらい）。甘酸っぱいラブストーリーを書いたそのデビュー作「ほほえみインサイド」は何度も重版がかかるほどヒットしたが、作風を変えて老夫婦を主人公とした2作目「米寿」は評判が悪かったため、3作目は発表されていない。1作目のヒット後、作家に専念するため一度アレキサンダーのアルバイトを辞めたが、2作目の不評によりスランプになったため、アレキサンダーに戻っている。
名前は鶏の幼生であるひよこから。
鳳 鳴（おおとり なる）
声 - 籐野らん / 後藤邑子
メインテーマ「ナルキッス」
誕生日 - 12月1日 身長 - 148cm 3サイズ - 78/54/78
「成田隼人編」メインヒロイン。蒼穹女学院1年C組。
八重歯がチャームポイント、つかみ所のない性格のちょっと不思議系。気心の知れた相手には、文の区切りのところで語尾を延ばしながら滑舌のよい早口で喋りまくる。しかも喋っている途中で脈絡無く話題を変えてしまうので、相手が突っ込んでしまうこともしばしば。実際は人見知りをする性格のため、知らない人を前にするとおとなしくなる。学校に馴染めず、登校拒否の状態が続いているが、香田亜衣はクラスメイト。日中は児童館や図書館で独学していることが多く、小鳩とは図書館友達。
童顔で幼児体型だが、すばしっこくちょこまか動き回り、好きな相手にはまとわりつく。見かけはとろそうだが、運動や勉強は得意。体格に似合わずセクシーで大人な美女を気取ることが多いが、気を抜くと口を開けたままになってしまう。
オランダに今年の春まで6年間住んでいた帰国子女。そのため学校でのあだ名は「チューリップ」。父親は貿易会社を経営、母は離婚したため離別している。美空区風見ヶ丘に建っている超高層マンション「スカイピア風見ヶ丘」に住んでいる。翔は兄だが、わけがあって長年別居中。
苗字は仮想の鳥である鳳、名前は鳥の「鳴く」から。
羽田 小鳩（はねだ こばと）
声 - みなせがわゆい / 又吉愛
メインテーマ「ぽぽぽぽぽぽぽ」
誕生日 - 12月24日 身長 - 145cm 3サイズ - 72/57/78
「伊丹伽楼羅編」「羽田鷹志（ヨージ）編」メインヒロイン。鷹志（タカシ）の妹（鷹志（ようじ）の従妹であるため、戸籍上は従妹）。蒼穹女学院付属1年4組。
普段はおとなしいが、実際は無邪気な性格の少女。知っている人の前では天真爛漫な言動をするのだが、極端な人見知りであるため、慣れない人と話すとすぐに言葉をかんだり、思っていることと反対のことを喋ったりしてしまう。幼い頃に心的理由で失語症になっていた時期があるが、会話が苦手なことが後遺症かどうかは不明。
兄のことが好きで、親友のあきらにはそのすばらしさを常に語っている。
図書館にいることが多く、鳴は図書館友達。「キューちゃん」「鳴ちゃんさん」と呼び合っている。少女漫画が大好きで、学院ではあきらとともに漫画研究部に所属している。ペンネームは「トリニダード」。
両親が旅行中のため、羽田家の家事を一手に引き受けている。『おれつばAS』では両親が帰ってきているが、仲がよくて外出の多い両親の不在時には家事を担当している。
名前は鳥の一種である鳩から。
山科 京（やましな みやこ）
声 - たなかりお / 高口幸子
メインテーマ「こんなにも静かな夜に気の狂いそうなわたし」
誕生日 - 5月26日 身長 - 164cm 3サイズ - 82/56/82
私立美空学園3年A組。家は煙草屋「ときつる」。
臆病で内向的。友人もいなく、クラスでも影の薄い存在である。「ときつる」でお気に入りのフォークソングをならしながら店番をしている。
自律神経失調症のため、メンタルヘルスクリニックに通い薬をもらっている。また、そのせいで朝に起きるのが苦手で、学園は休みがち。ただし成績は優秀。普段は落ち着いた物静かな雰囲気だが、鬱状態がひどくなるとどんな言葉に対しても自虐的になって自分が生きることすら否定的になり、何もできない。逆にたまに生じる躁状態の時はハイテンションになり、周囲を驚かす。明日香には自分を飾らずに接せる相手として、友人と思われている。
「ロックバード」の大ファンであり、ファンサイト「鷹は舞い降りた」では「瑠樺」（るか）というハンドルネームで今も即興詩を書き込んでいる。R-ウィングの面々とも顔見知り。
メインヒロイン以外では唯一攻略ルートが存在する。経緯についてはキャラクター人気投票の項参照。
名前はユリカモメの別名都鳥から。
香田 亜衣（こうだ あい）
声 - 沢村かすみ / 中島沙樹
メインテーマ「あい☆とら」
誕生日 - 9月29日 身長 - 164cm 3サイズ - 78/58/84
蒼穹女学院1年C組。コギャル系。
1年で偏差値を10以上も上げ、お嬢様学院である蒼穹女学院に入ったものの、周囲に溶け込めずにさぼりがち。だが鳳鳴とはクラスメイト。髪を染め、幼馴染みの和馬らと柳木原の繁華街で遊んでばかりいる。しかし根は真面目であり、深入りするようなことはない。いつも棒付きキャンディーを持ち歩いている。通称「コーダイン」。
半年前に絡まれていたところを助けてもらって以来、隼人に惚れているのだが、隼人は和馬と亜衣が付き合っていると勘違いしているため、恋愛方面では全く相手にされていない。
周囲には秘密にしているが、胸には厚いパッドを入れている。
『電撃G's magazine』上でデザインが募集され、2005年9月号に採用案が掲載された。
『俺たちに翼はないR』では、攻略ヒロインに昇格して、新規ルートが作られた。
林田 美咲（はやしだ みさき）
声 - 遠野そよぎ / 岡嶋妙
メインテーマ「Eternal Prelude」
誕生日 - 6月28日 身長 - 156cm 3サイズ - 85/57/86
美空学園2年B組。茶道部員。高内昌子は部活動の先輩にあたる。だが天然でドジっ子なため、昌子に頼まれたことをうまくできず、よく昌子に怒鳴られている。
『俺たちに翼はない〜Prelude〜』メインヒロインの一人で、玉泉日和子の親友。日和子のことは「タマちゃん」と呼び、日和子などからは「リンダ」と呼んでいる。
2年半も前から鷹志（タカシ）に片思いをしている。しかし鷹志は明日香と付き合っていると信じているため、告白どころか会話すらできない日々が続き、日和子に長時間愚痴ることもしばしば（日和子は鷹志を見たことがなく、鷹志と鷲介が同一人物であることにも気づいていない）。登校時は鷹志と同じ電車であり、後をつけ回している。だが鷹志と向かい合うと、まともに会話できないなどすぐに挙動不審になってしまう。
元々は本編に登場しないキャラクターであったが、人気が出たため、わずかではあるが「女生徒A」として登場することとなった。『おれつばAS』では名前がクレジットされて登場。しかし、鷹志の後をつけ回す日々は変わっていない。
PS3/Vita版では攻略キャラクターに昇格し、新規ルートが追加された。

### サブキャラクター

#### 美空学園学生
針生 蔵人（はりう くろうど）
声 - 鳩万軍曹 / 川原慶久
私立美空学園3年A組。ただし1年留年しているため、クラスメイトの鷹志（タカシ）や明日香からも「先輩」と呼ばれている。
色黒の美男子で、知力体力ともに全国トップレベル。しかし協調性はまったくなく、授業も滅多に出てこない学園の厄介者。興味を持ったことにはどんなジャンルでも手を出しており、すぐ「極めた」と言って別のジャンルに手を出す。常にミネラルウォーターの入ったペットボトルを持ち歩いている。その性格から友人らしい友人はいないが、明日香とは前の学校からの比較的長い付き合いで、その本性も知っている。
学園では秘密にしているが、解散した人気インディーズロックバンド「ロックバード」のドラム、ハリュー・クロードでもある。現在は深夜の柳木原のガード下などへ神出鬼没に出現してジェンベを叩いており、そのカリスマ性から信奉者R-ウィングが集まってきている。ただし本人はR-ウィングと距離を置いている。針生が学生だという事も知られていない。
翔とは仲が悪く、「カラス」「ニワトリ」と貶しあっている。
一時期没頭していた発明で莫大な特許料を得ている。現在でも家一軒を建てられるぐらいの金額が銀行口座に残っている。PS3/Vita版の追加シナリオによると、蛎崎うにとつきあっているらしい。
名前は英語のカラス (=CROW)から。
森里 和馬（もりさと かずま）
声 - 小池竹蔵 / 荻原秀樹
私立美空学園3年H組（落ちこぼれを集めた特別学級）。
茶髪ロン毛で、普段の口調は茶化すか冷やかし。不良集団の中でも必要以上に偽悪的に振る舞うが、実力がないためいつも空回りしている。現在はH組の中でも孤立し、学園にはほとんど通っていない。メンタルヘルスクリニックに通っていることは、周囲にも知れ渡っている。
1年前に翔と知り合って以来、夜は柳木原の繁華街を遊び歩いている。通称は「ペガサス」、略して「ペガ」。YFBにも所属しており、皇帝直属親衛隊一番槍を名乗っているが、実際はパシリ扱いされることが多い。
亜衣とは赤ん坊の頃からの幼なじみで、一緒に遊ぶことが多い。亜衣に惚れているのだが、亜衣からは恋愛相手と見なされていない。
高内 昌子（たかうち まさこ）
声 - あおいろとうこ / 小松由佳
メインテーマ「CHACO GROOVY」
誕生日 - 11月11日 身長 - 160cm 3サイズ - 85/58/84
私立美空学園3年A組の学級副委員長。鷹志（タカシ）や明日香、京とは3年連続クラスメイトである。あだ名は「チャコ」。茶道部に所属（ただしまともに茶道をやっている部ではなく、いつも菓子などを食べてだべっているだけ）、林田美咲は部活の後輩。
クラス女子のボス。攻撃的な性格で、コギャルっぽい口調だが中身は意地悪できつく容赦ない。副委員長であるが、面倒な仕事はすべて委員長の鷹志に押しつけている。ただし体育祭などでは率先してクラスを引っ張る。
PS3/Vita版では美空学園入学前、夜の柳木原で隼人に助けられ（昌子にからんでいた不良数名を隼人が殴り倒した）、さらにお嬢様として育てられていた昌子を初めて本気で叱った人物として隼人に惚れる。美空学園入学後、隼人と顔がそっくりな鷹志が同一人物だと思い、隼人の性格という「本性」を引っ張り出そうと鷹志にきつくあたっていたという話が追加されている。
昌子の友人A
声 - てつかりえ / 戸塚利絵
高内昌子といつもくっついている女生徒でクラスメイト。声のみで立ち絵はない。『おれつばAS』で岡村という名字が付いた。茶道部の部長でもある。
昌子の友人B
声 - 百合華
高内昌子といつもくっついている女生徒。声のみで立ち絵はない。

#### 蒼穹女学および蒼穹女学付属の学生
吉川 あきら（きっかわ あきら）
声 - 青山ゆかり / 友永朱音
メインテーマ「ヤマトナデシコ残念系」
蒼穹女学院付属1年4組。羽田小鳩のクラスメイトで親友。
黒髪長髪の大和撫子系。ただし天然なところがある。小鳩に色々と聞かされたため、小鳩のお兄ちゃんに憧れている。小鳩は他の人があだ名で呼んでいるのを聞いて「ヨシカワ」が本名であると思いこんでおり、「キッカワ」という名字に心当たりがない。学院では小鳩とともに漫画研究部に所属しており、ペンネームは「たこつぼ」。
本編ではCGのみの登場で立ち絵はなかったが、『おれつばAS』では新たに立ち絵が描かれた。PS3/Vita版でも立ち絵がある。
中田 可菜（なかた かな）
声 - 澤田なつ / -
身長 - 155cm 3サイズ - 84/58/84
蒼穹女学院1年C組で学級委員を務めている。亜衣らとはクラスメイト。
亜衣のことを不良と思っており、よくサボっていた亜衣を学校に誘っていた。ところが逆に不良へ憧れるようになり、亜衣にまとわりつくようになる。隼人は何度訂正されても「タナカ」とよく呼んでいる。フレイムバーズの面々からは「カンビナス」と呼ばれている。『俺たちに翼はないR』の亜衣攻略ルートで初登場。

#### アレキサンダー関係者
軽部 狩男（かるべ かるお）
声 - 堀畑靖 / 石川英郎
洋食レストラン「アレキサンダー」花水木通り店のマスター。35歳。半年後には結婚の予定。
渋く低い声の持ち主で、仕事の時は有能。だが普段は変人、変態。女の子が大好きで、下ネタジョーク、セクハラトークを連発するが、紀奈子たちには軽く流されて相手にされないことが多い。しかしこれらの発言のほとんどは計算された行動であり、鷲介たちをはじめとした従業員の心を汲み取った行動をとることも多い。
空手の有段者。鶴岡工業の初代番長で、「白バイ狩男」「殴り殺し狩男」などの異名を取った伝説の人物。当時の伝手を使い、今でも柳木原の裏情報を入手している。
望月 紀奈子（もちづき きなこ）
声 - 上田はるこ / たかはし智秋
メインテーマ「いちごの国からこんにちは」
誕生日 - 5月5日 身長 - 165cm 3サイズ - 91/62/90
宿木ゼミナール柳木原校私立文系Aクラスに在籍。志望大学のレベルが高いため、現在二浪中。
受験代を稼ぐために2年前から「アレキサンダー」でウェイトレスをしており、受験を控えた12月にはアルバイトをやめて春には復帰を繰り返している。壮行会は今年で3度目。
なごみ系の顔に、グラマーな体型。穏やかな性格で、衝突を繰り返す英里子と日和子の仲介役となることが多い。基本的には真面目なのだが茶目っ気もあり、周囲の冗談にも笑顔で合わせるノリのよさを持っている。時々喋りに郷の方言が混じる。決めのポーズは「横ぴぃーす☆」。趣味はカラオケで、アイドル歌謡から演歌までこなす。蛎崎うにのファンで、決めのポーズも真似たものである。
翔とは同い年。いつも「浪人」と呼ばれ、にっこり怒っている。
実家は苺農家で、時々大量の苺が送られてくる。現在はマンションに一人暮らし。「実家が苺農家」「カミナリが多い」「餃子が名物」などの発言から、実家は栃木県と予想される。
雑誌『電撃G's magazine』上でデザインが募集され、2005年8月号に採用案が掲載された。
名前はウグイスの別名黄粉鳥から。
日野 英里子（ひの えりこ）
声 - 大花どん / 木川絵理子（ドラマCD）、浅井清己（ドラマCDセカンドシーズン以降）
メインテーマ「ロッケンロールみんなのえーりん」
誕生日 - 10月24日 身長 - 164cm 3サイズ - 83/56/82
天神大学経済学部経済学科1年生。「アレキサンダー」のウェイトレスで日和子の先輩。コギャル系女子大生。
言いたいことはすぐ口に出す性格。本人も自覚しており、かつ直す気もない。そのため誤解されることも多い。だがいざというときは率先して場を盛り上がるムードメーカーでもある。日和子が新人として入ってきたときは教育係を担当しており、当時はよくなつかれていたという。合コン好きだが、コンパクラッシャーと呼ばれるその性格のため最近は誘われることも少ない。自称「コンパ潰しのエリー」。口だけではなく手も荒く、軽部の下品発言や鷲介の軽薄発言に対して暴力でツッコミを入れることが多い。
要領はよく、よく見られる女子大生タイプに見えるが、素顔は真面目で努力家。翔のことを「カケル」「ホーくん」と呼んでミーハーなノリを見せるが、男性にそれほど興味を持っているわけではない。マンションに一人暮らし。
山科 俊郎（やましな としろう）
声 - 一石自重
「アレキサンダー」のアルバイト。ヒッキーあがりで、甲高い声が特徴のキッチン担当。喋りに2ちゃんねる用語が多い。声のみで立ち絵はない。
『俺たちに翼はない〜Prelude〜』に収録されている「ある日の京」で山科京が語っている、「週二日のバイト以外は家にこもってネット三昧であるいとこのトシ兄さん」と同一人物である。
物語には全く絡まない端役でありながら、多数の要望によりNavelの「『俺たちに翼はない』キャラクター人気投票」の投票キャラクターに途中から追加された。
『おれつばAS』ではサブキャラクターに昇格。立ち絵こそ付かなかったものの台詞が大幅に増え、他の登場人物との絡みも見せた。
工藤（くどう）
声 - 羽賀井輝
「アレキサンダー」のアルバイト。キッチン担当の大学三年生。声のみで立ち絵はない。
長井（ながい）
声 - 北野大地
「アレキサンダー」のアルバイト。キッチン担当。声のみで立ち絵はない。
三澤（みさわ）
声 - 二階堂侍影
「アレキサンダー」のアルバイト。キッチン担当。服飾の専門学校生。声のみで立ち絵はない。

#### 柳木原フレイムバーズ関係者
鳳 翔（おおとり かける）
声 - 十利須我里 / 日野聡
メインテーマ「フェニックスの頌歌」
「アレキサンダー」の常連客。年齢は20歳頃。鳳鳴は妹だが、小さい頃から別々に暮らしており、妹には興味なさげな態度を示している。だが実際には「かーくん」「るー」のアットホームなあだ名でお互いに呼び合うほど兄妹仲は良好。しかし兄妹共に、他人からそう思われるのを嫌がっている。
表向きの仕事は、新進イラストレーター「鳳凰寺カケル」。眉目秀麗だが無気力、無関心、無愛想。口は最低で、人を罵るときは性表現に関わる放送禁止用語を連発する。イラストレーターとしてはオーラが漂うほど人気は高いが、高慢で攻撃的な性格であることから敵も多く、専用のスレッドや掲示板では虚実取り交えた噂と悪意が飛び交っている。
深夜になると金髪を逆立て、ハイブランドで身を固めた高級ホスト系の格好で柳木原の繁華街に現れる。喧嘩の実力とカリスマ性に加え、父親から毎月振り込まれてくる多額の金や柳木原のヤクザとの深いパイプを利用し、複数の若手不良グループを束ねて「私設自警団・柳木原フレイムバーズ」（略称YFB）を結成し、筆頭代理に就いた。通称は「皇帝」「エンペラー」。芝居がかった口調と圧倒的な力、高圧的な態度で相手を平伏させる。地下クラブ「ヘテロクロミア」にいることが多い。
かつて性的虐待を受けていたことがあり、以前鷲介らと同じ療養施設にいた。そのため鷲介らの病気のことを知っている。虐待された過去を忘れたいという理由からも鷲介らの症状に憧れるようになり、特に伊丹伽楼羅に執心している。そのためアレキサンダーなどで鷲介を観察していたり、学園での鷹志（タカシ）を和馬に監視させたりしている。過去から逃れるためと鷲介に憧れるため、時々自分がドラッグを使っていることがほのめかされている（全年齢版、アニメ版ではさらにその描写がぼかされている）。
名前の由来は空を飛ぶ意の「翔」から。
LR2001（えるあーるにせんいち）
声 - 魔梵 / 笹本昌幸 a.k.a.魔梵
YFBの幹部であり、グループ「アンコモン」4代目。本名は左右田 仙一（そうだ せんいち）。通称のLR2001は、本名を左 (L)右 (R)田 (=1+1=2)仙一 (001)ともじって付けている。柔道は黒帯の腕。自称本業ラッパーだが、たまに建設業界でお手伝いをしている。
スキンヘッドの大男でヒップホップ系。いつもはラップ調の喋りをしている。B系ファッションをした自称ロス育ちだが、英語を話すことはできない。アメリカやロサンゼルスのことはほとんど知らず、突っ込まれるとしどろもどろになることが多い。
チケドン
声 - Skay bay Dan / 田中一成
YFBの幹部であり、グループ「リディム」の4代目。本名島袋 浩（しまぶくろ ひろし）。琉球空手の師範代。自称本業DJだが、雑貨屋や洋品店やタバコ屋でアルバイトをしている。
ドレッドヘアのレゲエ系。南米直産で独特の香りがする手巻き煙草をいつも口にくわえており、家や「ヘテロクロミア」では幻覚を見ていることがある。また「ヘテロクロミア」では時々レコードを回している。
バニィD（ばにぃでぃい）
声 - 我妻鉄生 / 堀井茶渡
鶴岡工業機械科3年。YFBの幹部であり、鶴岡工業で1年前から番を張っている。本名は土門 大輔（どもん だいすけ）。
ガングロ、銀髪ロン毛のラテン系ギャル男。見た目や喋りはチャラチャラした今時の学生だが、空手の有段者である。仲間思い。
『おれつばAS』ではメンマの常連組にも入っている。あだ名はピサロ。

#### R-ウィング関係者
咲夜（さくや）
声 - 月代綾人 / 三宅淳一
R-ウィング正統派の幹部。本名は佐久間 安男（さくま やすお）。
パンク系のファッション。相手の話を聞かず、自分勝手な思いこみで物事を進めてしまう。気分が高揚すると、エアギターを弾きながら喋る。
私立美空学園2年B組に所属。玉泉日和子とはクラスメイトで、同じ美化委員でもある。ハリュー・クロードを追いかけて美空学園へ入ったのだが、学園では針生から相手にされていない。常に私服で通ってくるため、担任や日和子からいつも注意を受けているが、まったく気にしていない。意外と頭はよいためか、学園からは追い出されていない。
満夜（みちや）
声 - 少林寺アキラ / 菅沼久義
R-ウィング神聖派の幹部。本名は道川 啓太。
スーツ姿で飄々としている。病的なほどの色白の肌で、カラーコンタクトに覆われた青い目は窪んでいる。
狂夜（きょうや）
声 - 森本有紗 / 藤野とも子
R-ウィング神聖派の幹部。本名は京本 今日子。
大柄の女性で、一人称は「僕」。ポエム調の喋り方をし、自らを非難していると勝手に思いこんだ相手に対して攻撃的になる。
大司教（だいしきょう）
声 - コマッチョ六本木 / 服巻浩司
R-ウィング神聖派軍団長。パトリアーク・ヨーゼフと名乗っている。
ヴィジュアル系の風貌で女装をした大男。R-ウィング神聖派の中では最年長ということでトップとなり、周囲からは猊下と呼ばれている。髪の毛は極彩色に染めて逆立てているため、YFBからは「オウム」と揶揄される。

#### その他の夜の柳木原の人物
春日 春恵（かすが はるえ）
声 - 三つ葉 / 大津田裕美
メインテーマ「Julie&Anna&時男」
誕生日 - 3月21日 身長 - 169cm 3サイズ - 89/63/91
柳木原駅東口から広がる歓楽街、平和通り（通称ピンフ通り）でピンクのミニバンを改造した移動式クレープ店「パルクレープ」を開いている。
下町生まれの柳木原育ち。面倒見と気っ風のよさから、愛称は「パル」「パル姐さん」。年齢は優と同世代。
ピンクが好きで、服も下着も携帯電話もピンクである。元コギャルで、車の中では昔流行ったユーロビートが延々と流れている。
柳木原での人脈は広く、何でも屋である成田隼人の仕事の窓口となっている。隼人の性格の本質をよく知っているため彼の口の悪さもすぐに流し、逆に時に強引に、弟のように面倒を見ている。軽部狩男とは前の仕事でいっしょであり、色々と世話になっている。
アリス
声 - 佐々留美子 / あおきさやか
メインテーマ「Alice in Yanagiha land」
身長 - 134cm
柳木原の繁華街をいつも徘徊している、金髪ツインテールのおませな小学生。いつもランドセルを背負い、ゴスロリの服を着ている。父親は日本駐在のイギリス外交官。アリスはあだ名であり、本名は不明。
学校のクラスに馴染めず、友人はいない。夜のほとんどを柳木原の繁華街で過ごしている。特にマルチネスの側にいることが多い。
日本語は話せるが、文法におかしなところが多い。文節を区切り述語を前に持ってきて話すことがある。妙な言葉を知っている反面、日常の単語を知らない。
エージ
声 - 高砂$子
ヒモのチンピラ。普段はパチスロばかりをしている。元々はメンマのところに集まっていた常連の一人。
隼人にろくでもない仕事ばかりを紹介していた仲介人。そのため、最近は隼人に全く相手をされていない。立ち絵はなく、代わりに公衆電話機が登場する。
本名は誠一。名前の由来は、あだ名を付けるとき、着ていた服が英字新聞の柄だったからである。
プラチナ
声 - 島崎比呂 / 成瀬誠
白い歯と若草色スーツが特徴の、凄腕AV女優スカウトマン。
役者を目指して上京したが、今はスカウトマンとして柳木原の繁華街で女性に声をかけまくっている。爽やか美形な容姿を持ち、人なつっこく礼儀正しいため、付き合った女性は数えきれず。しかし深い付き合いは苦手なため、すぐに別れる。口癖は「×コ前の彼女が……」。あだ名を付けたのは7コ前の彼女。
マルチネス
声 - タピオカパン / 藤本たかひろ
柳木原駅前東口の広場（ヤナポリ広場）でシルバーアクセサリーの露天を開いている、がたいのよい黒人。本名は「ジミー」。
普段は低音のオネエ言葉で達者な日本語を喋っている。ロサンゼルスでは名の通ったデザイナーと自称。東洋美術を研究するために日本に来たと言っているが、実際は不明。
メンマ
声 - 所たかし
柳木原駅前東口から広がるメインストリート、花水木通りで屋台のラーメン屋を開いている。ラーメンMAN略してメンマ。元柔道選手で体格がよい、角刈りで老け顔の男。まだ三十路前だが、有名ラーメン店で7年間修行をしてきており、味の方は保証付き。
屋台の常連たちが集まり、いつしか通常の名前とは異なるあだ名を付けて呼び合うようになっている。常連組は代々入れ替わっており、パル、隼人、プラチナ、マルチネスなどもそんな常連組のメンバー。本人は寡黙であり、普段は彼らの会話の聞き役に徹している。
『おれつばAS』では店を出すため、屋台をたたんでいる。メンマの元に通っていた常連たちは、パルクレープに集まっている。
作業員A（さぎょういんえー）
声 - JAMAこうへい
成田隼人がよくアルバイトをしている工事現場の工員。声のみで立ち絵はない。
ギルティ
声 - 山口ケン
龍声舎に所属する、高級スーツを着たインテリメガネヤクザ。名字は氷室（ひむろ）、名前は不明。会話がすぐにおちゃらけ、下ネタジョークばかりとなってしまうが、それは先輩である狩男の影響。狩男には10年前、ドラム缶に詰められる寸前のところを助けてもらったことがあり、今でも頭が上がらない。隼人たちの足が遠のいた後にメンマの屋台常連組となり、名前が付いた。『おれつばAS』の「その後の隼人」で初登場。

#### 祥玄社の人物
米田 優（よねだ ゆう）
声 - 井村屋ほのか / 萩原えみこ
メインテーマ「アーバン・ワーキン・おねえさん」
誕生日 - 2月15日 身長 - 166cm 3サイズ - 85/61/87
柳木原リベラルビルに入っている大手出版社の祥玄社に入社して2年目の社会人。一流大学をストレートで出ている。年齢は20代ギリ前半。
若い男性向けファッション雑誌「メンズフリーズ」の編集部員であり、鷲介にはコラムの仕事を廻している。狩男に推薦された鳳凰寺カケルのカットも担当している。
できる女を目指しており、常にスーツスタイルでびしっと決めている。鷲介のような年下の男性にはお姉さんぶるが、実際は失敗も多い。それでも頼まれたことはしっかりとこなす努力家。寝起きが非常に悪く、受け答えがでたらめになる。
中学時代から二次創作のやおい系同人誌を集め、コスプレイヤーだったこともあるが、本人にとっては触れられたくない過去である。狩男とは年齢こそ離れているが、地元の中学校が同じ先輩でよく知っている。
名前は、王雀孫がかつて勤めていた出版社の同僚編集者の名前をそのまま用いている。
沢井 冴子（さわい さえこ）
声 - 水野かっぱ
祥玄社書籍部の編集者。優の先輩。結婚退職した編集者に代わり、細川玉木を担当することとなった。仕事は有能だがマイペースであり、定時で帰宅するのが当たり前。密かに「ブルボンヌ冴子」の名で、占い師の副業をしている。

#### その他の人物
牧師（ぼくし）
声 - 加藤三郎 / 大友龍三郎
メインテーマ「リウマチの天使」
隼人が小さい頃住んでいた住宅地の真ん中にある、小さな教会の老牧師。平日の午後は、一階の集会所や遊戯室を地域の住民に開放していた。
元ボクサー。隼人にはボクシングなどを教えるとともに、世間の見方や人生観など様々なことを教えていた。隼人の師といってよい存在。
DJコンドル
声 - 塚本太鱚
独自の挨拶「コンドルワ」を流行らせようとしている謎のラジオDJ。立ち絵はなく、代わりに旧式のラジカセが登場する。
真聡（まさと）
声 - 籐野らん
Navel全作品に登場する常連端役。謎のスカートめくり少年。彼に捲られる女性の下着（パンツ）はいつも縞々模様のものであるはずだったが、今回は縞々模様ではなかったため悲嘆に暮れていた。被害に遭うのは望月紀奈子。ちなみにそのシーンにおけるセーブタイトルは「多元世界の無邪気な旅人」である。
『おれつばAS』でも登場。「その後のヨージ」でアレキサンダーの客としてきていた高内昌子のスカートをめくる。スカートの上からでも、縞々模様かどうかを感じ取ることができる。
『俺たちに翼はないR』ではアレキサンダーの客として来ていた林田美咲のスカートをめくり、願望をようやく叶えたとはしゃいでいた。
真稔（まさとし）
声 - 籐野らん
『おれつばAS』で初登場。真聡の弟であり、同じく謎のスカートめくり少年。「聖なる日の狩男」でアレキサンダーの客としてきていた高内昌子のスカートをめくる。真聡とは逆で、縞々模様ではない下着（パンツ）を好む。
女性レポーター
声 - あしどりんご
テレビ番組で柳木原によく現れる女性レポーター。名字は足立、通称だっちー。胸はでかいが偽乳。いつも同じことを言っている。声のみで立ち絵はない。
多摩 いづみ（たま いづみ）
声 - 小花
元AV女優のタレント。過去を赤裸々に綴ったエッセイ集「青春はそれを我慢できない」（祥玄社）がヒットする。声のみで立ち絵はない。
ロックバード
かつて柳木原のライブハウスでカルト的な人気を誇った4人組インディーズロックバンド。伝説に出てくる巨大な白い鳥で、『千夜一夜物語』でシンドバッドの船を襲う鳥としても有名なロック鳥 (Roc Bird)が由来。略称「ロクバ」。初期の頃はパンク系で低俗な言葉を連発していたが、後期はハードロックに転向し、耽美な衣装と化粧で、死と退廃と愛憎を交えた難解な詩を歌っていた。彼らのファンが集まって結成されたのが「R-ウィング」で、初期の頃からのファンは正統派、後期からのファンは神聖派と区別されている。
現在は解散しているが、ボーカルのKuRiYaは御影クリヤという名前でヴィジュアル系シンガーとしてソロデビューを飾り、人気を得た。最新曲「Neon Sign」もヒット中。
フリッキー5（フリッキーファイブ）
10数年前に国民中の視線を集めていた5人組アイドルグループ。略称「フリファ」。代表曲の「ほほえみジェノサイド」は国内シングルチャート12週連続1位の快挙を成し遂げた。他の代表曲は「いつだってプリズン」「独立採算ラバーズ」「煙突直行ベッドイン」。復刻版ベストアルバムのタイトルは「ロシアン妊娠検査薬」。
メンバーは、現在人気俳優のホソリューこと細川隆二、現俳優のマサシこと和田雅史、リーダーでストーカー事件を引き起こした現タレントのヨックンこと足利美樹、殿下こと京極涼彦、バラエティにも出ていたのぶちんこと池田信太の5人。
蛎崎 うに（かきざき うに）
人気アイドルポップシンガー。愛称うにうに。最新ヒット曲は「恋のサインカーブ」。明日香や針生とは知り合い。PS3/Vita版の追加シナリオによると、針生とつきあっているらしい。
立ち絵はないが、柳木原駅東口の巨大画面付きショッピングビル「アルバトロス」に出ていた巨大広告で顔を確認することができる。
にゃんでぃぽっと
ヒロインの鳳鳴が持っている虎縞模様のネコのぬいぐるみ。外見は、同じNavelから発売された「SHUFFLE!」に登場した「虎玉」に似ているが、首に付いている包み紙に包まれた飴玉の形をしたリボンと、ピンク色の手提げバッグを持っている事など、虎玉と異なる箇所も多数ある。普通のぬいぐるみだが、イラストになど媒体によっては、ポーズが多少変わっていたりする事も多い。
本作のマスコットキャラ的存在で、Navelから等身大ぬいぐるみもグッズ化されている。また「白玉ブログ」では「にゃん玉」と呼ばれている。

## 制作スタッフ
『俺たちに翼はない』のみ参加の場合はOT、『俺たちに翼はない AfterStory』のみ参加の場合はASと記す。記載なき場合は、両方に参加。
- 制作 - Navel
- 企画 - 王雀孫
- シナリオ - 王雀孫、東ノ助 (AS)
- シナリオ補佐 - ヒガシの助（現名：東ノ助） (OT)
- キャラクターデザイン・原画 - 西又葵
  - クレジットは西又のみだが、次の登場人物については下記であることが明らかになっている。
    - 森里和馬、LR2001、チケドン、バニィD：斉藤陽子[13]
    - 大司教、沢井冴子：たけぽん[14]
    - 咲夜、狂夜 - ゆう[13]
    - 軽部狩男、プラチナ、マルチネス、メンマ、満夜、牧師、ギルティ - 不明
- 音楽 - アッチョリケ
- CG彩色監修 - 斉藤陽子
- CG - 斉藤陽子、飴 (OT)、たけぽん、真希、ゆう、依織、水面+No,4 (OT)
- システムグラフィック - 水面+No,4 (OT)、まぐぅ (AS)
- 背景美術 - あらごん (OT)、灯色 (AS)、コタロー (AS)
- 背景 - 株式会社美峰
- 粗筋テキスト - 森林彬 (OT)
- ディレクター・プログラム - Ellefin
- スクリプト - 森林彬、ヒガシの助、王雀孫
- 営業 - 所長たけやま、飴 (AS)、ふにお. (AS)
- 広報 - akky、みずのまみ
- アニメーション制作 - アスリード (OT)
- アニメーション監督 - 細田直人 (OT)
- Interlude Movie制作 - Iris motion graphics (OT)
- オープニングムービー - Iris motion graphics (AS)
- プロモーションムービー - feat.works (AS)

## 主題歌
オープニングテーマ「Jewelry tears」
作詞 - 西又葵 / 作曲・編曲 - アッチョリケ / 歌 - 美郷あき
挿入歌「Sky Sanctuary」
作詞 - 西又葵 / 作曲・編曲 - アッチョリケ / 歌 - 橋本みゆき
『俺たちに翼はない〜Prelude〜』の主題歌でもある。
羽田鷹志（タカシ）編エンディングテーマ「Eternal sky」
作詞 - 西又葵 / 作曲 - アッチョリケ / 編曲 - 宮崎京一 / 歌 - のみこ
千歳鷲介編エンディングテーマ「微笑みジェノサイド 〜Party Full Mix〜」
作詞 - 西又葵 / 作曲 - アッチョリケ / 編曲 - ms-jacky / 歌 - アレックス3（玉泉日和子×望月紀奈子×日野英里子）
成田隼人編エンディングテーマ「NEON Sign」
作詞 - 西又葵 / 作曲 - アッチョリケ / 編曲 - 宮崎京一 / 歌 - 御影クリヤ（遠藤正明）
羽田鷹志（ヨージ）編エンディングテーマ「光陰の海原」
作詞 - 西又葵 / 作曲 - アッチョリケ / 編曲 - 田辺トシノ / 歌 - jina

## アフターストーリー
『俺たちに翼はない AfterStory』（おれたちにつばさはない あふたあすとおりい）は、2010年7月30日に発売された18禁恋愛アドベンチャーゲーム。『俺たちに翼はない』のスピンオフ作品である（FDではないと西又葵は語っている）。略称は「おれつばAS」、「アフつば」。製品のロゴではカタカナで「アフターストーリー」と書かれているが、製品情報の仕様より英語タイトル「AfterStory」が正である。

### 概要（AS）
2009年5月4日に開催された「Navel Live in TOKYO かぶら2009」において、企画が進行中とアナウンスされ、2010年1月7日のメーカー公式サイトおよび1月9日発売の雑誌『コンプティーク』2010年2月号にて制作が正式に発表された。同年4月10日、公式サイトおよび同日発売の雑誌『コンプティーク』5月号にて7月30日発売と発表された。
タイトル通り『俺たちに翼はない』の後日談を描いた作品である。メインヒロイン4名それぞれのハッピーエンド後を描いたシナリオ4本が主軸となる。その他、おまけや主人公以外のキャラクターを描いた短編、雑誌などで掲載された小説すべてをゲームと同じ形式で収録するなどのEXTRAストーリーが計17本、おれつば劇場が計5本収録されている。主人公もHシーンを除いてフルボイスとなっているが、これはユーザーから希望する声が多かったためである。
元々は各ヒロインの新規Hシーンを1、2本収める程度のロープライス企画であったが、ユーザーからの反響に答えようとしていくうちにどんどん規模が大きくなった、と企画の王雀孫は語っている。
本編ではシナリオ補佐であった東ノ助（当時ヒガシの助）が、本作では王雀孫とともにシナリオを担当している。初稿は半々であり、「おれつば劇場」や「聖なる日の狩男」は東ノ助によるものである。原画、音楽は前作と同じスタッフである。その他のスタッフについては、制作スタッフを参照。
不正コピーを防止するために、本作品ではライセンス認証技術が導入されている。

### ストーリー（AS）

#### メインストーリー
その後のタカシ
本編「羽田鷹志（タカシ）編」の後日譚。羽田鷹志と渡来明日香は正式に付き合い出す。鷹志は周囲の人とも会話を交わすようになり、クラスにも溶けこむようになっていた。天の邪鬼で人前では素っ気ないくせに、実は甘えたがりである明日香に少し振り回されつつ、やや天然な受け答えで逆に明日香を困らせながらも、鷹志は楽しくて普通な日々を過ごす。
鷹志と小鳩の関係も良好となっているが、明日香と小鳩の会話では、小鳩の辛かった日々が語られる。
その後の鷲介
本編「千歳鷲介編」の後日譚。千歳鷲介と玉泉日和子は正式に付き合い出す。アレキサンダーでのバイトも続けているが、みんなの前では普段通り。しかし二人きりの時は話が別。実は甘えることが大好きな日和子を時にからかいつつ、ベタベタ大好きカップルと化している。鷹志の代わりに美空学園に通うこととなった鷲介だが、事情を知っており、鷹志のことを諦められない明日香が絡んでくる。
過去にホームページで発表されたSS「フラグの折れたエンジェル」がストーリーの中に含まれている。
その後の隼人
本編「成田隼人編」の後日譚。成田隼人と鳳鳴は正式に付き合い出す。3年生の3学期は自由登校ということもあり、またすでに卒業は可能であるため、隼人は学校へ通わず、夕方は鷲介の代わりにアレキサンダーで、そして夜は今まで通り工事現場で働いている。そして時折、鳴の部屋で夜や一日を過ごしていた。そんなある日、エージからの頼みで1個の鍵を受け取る。それがトラブルの始まりだった。
その後のヨージ
本編「羽田鷹志（ヨージ）編」の後日譚。クリスマスイブの夜、改めて家族の誓いをした鷹志と小鳩。一度は両想いであることを確かめ合っていた二人はどことなくぎこちない関係の日々が続いていたが、正月を過ぎると仲のよい兄妹としての毎日を取り戻していた。もっとも、破天荒でお茶目でそのくせいじられやすいヨージの周りには、個性豊かすぎる面々が集まってきて、騒がしい日々が続いている。
『俺たちに翼はない パーフェクトビジュアルブック』（アスキー・メディアワークス）で裏話として触れられていた、鷹志の父親について語られている。

#### EXTRAストーリー
その後の美咲
羽田鷹志（タカシ）編外伝。片想いの羽田鷹志と同じ美空学園に入って1年半以上。いまだに名前すら告げることができず、電車の中での接近しかできなかった美咲であったが、ついに鷹志へ名前を告げることを決意。ところが本人と話そうとすると、緊張してしまった美咲は。「その後のタカシ」と同時進行で流れていた林田美咲の物語。恋のプレリュードは動き出すのか。
聖なる日の狩男
千歳鷲介編外伝。クリスマスイブの夜、鷲介と日和子はコラムの仕事で舞台を見に行くため、アレキサンダーのアルバイトを休むことに。一番忙しい日のヘルパーとして狩男が雇ったのは、忙しいはずの受験生紀奈子。入れ替わり立ち替わりやってくる個性的な客にてんてこ舞いの狩男とスタッフたち。
あおじょ! 〜放課後の小娘たちR〜
成田隼人編外伝。蒼穹女学院の放課後をまったりと描写。数学の個別課題を渡された鳴と亜衣だったが、放課後に勉強などまったくやる気が起きない。そうしているうちに、提出日はどんどん近づいてきた。ユル萌え4コマ系を目指した実験作。
五人五色
羽田鷹志（ヨージ）編異聞録。放課後、いっしょに買い物の約束をして大喜びのヨージだったが、小鳩お気に入りの漫画が来月で打ち切りになってしまうことを口に出してしまい、小鳩は意気消沈。当然買い物も取りやめに。何とかしなければと、ヨージは連載打ち切り取りやめの署名活動を始める。署名活動の選択結果によって、G-ENDとB-ENDがある。
あの日の想いは上書き禁止
羽田鷹志（タカシ）編後日譚。放課後、鷹志は用事を済ませている明日香といっしょに帰るため、教室で携帯電話の画面を見ていた。それはまだ仮面恋人時代、体育祭の時の明日香を撮ったものだった。『コンプティーク』に連載されていた『Symphony of 俺たちに翼はない』第一話をゲーム化。
毎日がロマンス書店編
千歳鷲介編後日譚。資料を探しに本屋へ行ったら、偶然そこには日和子の姿が。日和子は資料を買いに来たとのことだったが、その中には少女漫画も。そのまま二人は書店デートを続ける。『Symphony of 俺たちに翼はない』第二話をゲーム化。
帰ってきた成田工務店
成田隼人編後日譚。成田工務店はすでに卒業していたが、昔世話になった電気工事のおっちゃんに頼まれて一日復活となった隼人。ただし仕事先は、蒼穹女学院だった。『Symphony of 俺たちに翼はない』第三話をゲーム化。
プリンセス・ザ・ローリングサンダー
伊丹伽楼羅編異聞録。グレタガルドの国王である伽楼羅は、麗しき姫である小鳩を迎えに蒼穹女学院まで来たまではよかったが。『Symphony of 俺たちに翼はない』第四話をゲーム化。
ぱね田くんの初詣
羽田鷹志（ヨージ）編異聞録。大晦日の夜、美空学園三年A組羽田班のヨージ、明日香、京、針生は初詣で混んでいる美空神社に来た。紆余曲折を経た結果、なぜか獅子舞のアルバイトをすることになったからである。『俺たちに翼はない パーフェクトビジュアルブック』に掲載されたSSをゲーム化。
ぱね田くんのバレンタイン
羽田鷹志（ヨージ）編異聞録。2月17日、土曜日。羽田家では小鳩、あきら、アリスがチョコレートケーキを作っていた。『俺たちに翼はない パーフェクトビジュアルブック』に掲載されたSSをゲーム化。
どきどきアスカ
羽田鷹志（タカシ）編後日譚。ライブチケット4枚をもらった針生の誘いで、鷹志、明日香、京は針生とともに御影クリヤのライブで盛り上がる。ところがライブ終了後、針生は楽屋へ行き、京は狂夜たちR-ウィングの女性陣に連れていかれたため、鷹志と明日香はライブハウスの外で何十分も待つ羽目になる。寒さを防ぐため、二人は目の前にあるラブホテルで待つことにした。
アゲアゲみやこ
羽田鷹志（タカシ）編後日譚。山科京と付き合い出して1ヶ月。すでに両方の家族とも公認の仲となっていた。無力感の波に呑まれた京が、共働きの京の両親に代わって鷹志たちに看護してもらうため、羽田家へ来てすでに3日。そして4日目、ようやく起き出した京はハイテンションになっていた。
ラブラブひよこ
千歳鷲介編後日譚。学校の下駄箱に入っていたラブレター。差出人は日和子。不思議に思いながら放課後、鷲介は文面通り学園の屋上に行く。
ぽっかぽかナル
成田隼人編後日譚。エージからのアルバイト代で、プラチナの実家がある温泉まで二泊三日の旅を鳴にプレゼントした隼人。駅弁などを食べて楽しんでいたが、車両には自分たち二人しかいないことに気付き……。
コココココバト (1)
羽田鷹志（ヨージ）編異聞録。なぜか誰もいない電車の中でヨージは小鳩の身体をまさぐっていた。実際のタイトルは丸数字。
コココココバト (2)
羽田鷹志（ヨージ）編異聞録。運動会のある日、ブルマ姿の小鳩を倉庫に連れ込んだヨージ。実際のタイトルは丸数字。
コココココバト (3)
羽田鷹志（ヨージ）編異聞録。クリスマスイブの夜、小鳩に告白したヨージはそのままその場所で身体を交わしてしまう。実際のタイトルは丸数字。

### ゲームシステム
最初からプレイが可能なメインシナリオは「その後のタカシ」「その後の鷲介」「その後の隼人」の3本。1本クリアするごとに、関連するEXTRAストーリーが解放され、読むことができるようになる。なお途中の選択肢を誤ると、メインシナリオをクリアしても解放されないEXTRAストーリーが存在する。判断基準は、メインシナリオクリア後に「おれつば劇場」が繰り広げられるかどうか。
3本のメインシナリオをクリアすると、「その後のヨージ」が解放される。「その後のヨージ」をクリアすると、残っていたEXTRAストーリーが解放される。
本作品にはシナリオ達成率が装備されている。

### 主題歌（AS）
オープニングテーマ「Cross Illusion」
作詞 - 西又葵 / 作曲・編曲 - アッチョリケ / 歌 - 美郷あき
エンディングテーマ「migratory bird」
作詞 - 西又葵 / 作曲 - アッチョリケ / 編曲 - 田辺トシノ / 歌 - jina

## 俺たちに翼はないR
『俺たちに翼はないR』（おれたちにつばさはない あある）は、2011年6月24日に発売された一般向け恋愛アドベンチャーゲーム（15歳以上推奨）。『俺たちに翼はない』を一般向けにリニューアルしたもので、かねてから要望の高かった香田亜衣ルートが追加された。当初は5月27日発売予定であったが、クオリティアップのため、延期された。
亜衣ルート追加のほかにも、既存シナリオの18禁シーン変更、CG追加、加筆修正が行われている。大幅に変更された個所については、シナリオのセーブタイトルにRの文字が付けられている。また、新規の立ち絵や『おれつばAS』で作られた立ち絵や音楽なども追加されている。
既存シナリオの加筆・修正は王雀孫が、亜衣ルートの追加は東ノ助が担当している。他のスタッフは、『おれつばAS』と同じである。
予約特典として、王脚本によるテレビアニメのOVA 俺たちに翼はない番外編『肌色率九割増!?』が付けられた。

## 俺たちに翼はない（PS3/Vita版）
『俺たちに翼はない』PlayStation 3/PlayStation Vita版は、2014年4月10日に5pb.より発売された一般向け恋愛アドベンチャーゲーム（CERO C / 15歳以上対象）。
既存シナリオは『俺たちに翼はないR』のものをもとにしているほか、新規シナリオを王雀孫、新規CGを西又葵が描き下ろし。新規オープニングが追加されたほか、林田美咲ルートが追加された。また『俺たちに翼はない〜Prelude〜』から、「ある日の林田美咲」「ある日の渡来明日香」「ある日の山科京」「ある日の軽部狩男」が収録されている。
ダウンロード版も配信されているが、販売価格誤表記があったとして一度配信中止となり、2014年5月7日に配信再開した。
また画面アスペクト比は16:9だが、イベントCGは新規追加分もあわせて4:3になっており、ギャラリーモードで上下スクロールにより全景を見られるようになっている（一部画像はゲームプレイ中に自動スクロール）。

### 主題歌 (PS3/Vita版新規追加)
オープニングテーマ「PRECIOUS」
作詞 - コツキミヤ / 作曲・編曲 - 堀江晶太 / 歌 - HIMEKA

## テレビアニメ
2011年4月から6月まで、独立UHF局やAT-Xにて放送された。ナレーションは代永翼が担当している。小説『僕は友達が少ない』を読んでいるシーンがあり、協力としてクレジットされている。
アニメ化に先立ち、雑誌『メガミマガジン』2011年1月号で『おれつば』のヒロインたちに穿かせたいパンツのデザインを募集。採用されたパンツはアニメ本編で実際に登場し、採用者の名前がスタッフクレジットとしてエンドロールに掲載される「パンツプロデュース企画」が開催された。
OCNアニメ・特撮によるテレビアニメの「第4回 女性が選ぶ着てみたい制服!!」では、美空学園の制服が1位に選ばれた。

### スタッフ（テレビアニメ）
- 原作 - Navel
- キャラクター原案 - 西又葵
- シリーズ監修 - 王雀孫
- 監督 - ウシロシンジ
- 助監督 - 鎌仲史陽
- シリーズ構成 - 鴻野貴光
- キャラクターデザイン・総作画監督 - 石井久美
- プロップデザイン - 大田謙治
- 美術監督 - 西倉力
- 色彩設計 - 三笠修
- 撮影監督 - 吉田寛
- 編集 - 武宮むつみ
- 音響監督 - えのもとたかひろ
- 音楽 - アッチョリケ
- プロデューサー - 伊藤誠、岡田昭彦、櫻井優香、西又葵、山崎明日香、小谷哲子、桑原剛
- アニメーション制作 - NOMAD
- 製作 - おれつば振興会

### 主題歌（テレビアニメ）
オープニングテーマ「Spread Wings.」（第2話 - 第11話、OVA）
作詞 - 西又葵 / 作曲 - アッチョリケ / 編曲 - 田辺トシノ / 歌 - 美郷あき
第12話ではエンディングテーマとして使用された。
エンディングテーマ
「PARANoiA」（第1話）
作詞 - 西又葵 / 作曲 - アッチョリケ / 編曲 - 東タカゴー / 歌 - 美郷あき
「NEVERLAND」（第2話 - 第9話、第11話、OVA）
作詞 - 西又葵 / 作曲 - アッチョリケ / 編曲 - 斎藤裕弥 / 歌 - 橋本みゆき
「微笑みジェノサイド 〜Studio Full Mix〜」（第10話）
作詞 - 西又葵 / 作曲 - アッチョリケ / 編曲 - ms-jacky / 歌 - アレックス3（玉泉日和子×望月紀奈子×日野英里子）
挿入歌
「微笑みジェノサイド 〜Party Full Mix〜」（第3話、第8話）
作詞 - 西又葵 / 作曲 - アッチョリケ / 編曲 - ms-jacky / 歌 - アレックス3（玉泉日和子×望月紀奈子×日野英里子）
「身長140cmの世界」（第7話）
作詞 - Harew Croud / 作曲 - Ku-Ri-Ya / 歌 - ロック・バード
「Pray」（第9話）
作詞 - 西又葵 / 作曲 - アッチョリケ / 編曲 - 田辺トシノ / 歌 - 橋本みゆき
「Sky Sanctuary」 (OVA)
作詞 - 西又葵 / 作曲・編曲 - アッチョリケ / 歌 - 橋本みゆき

### 各話リスト（テレビアニメ）
| 話数   | サブタイトル                          | 脚本           | 絵コンテ                   | 演出                    | 作画監督                                                    |
| ------ | ------------------------------------- | -------------- | -------------------------- | ----------------------- | ----------------------------------------------------------- |
| 第1話  | たとえばそんなメルヘン                | 鴻野貴光       | ウシロシンジ               | 駒屋健一郎              | 馬場絵理、尾尻進矢                                          |
| 第2話  | 好きな動物はペガサスです              | 鴻野貴光       | 鎌仲史陽                   | 鎌仲史陽                | 山本真嗣                                                    |
| 第3話  | 小鳩さんは可愛いなあ                  | 中村浩二郎     | 徳本善信                   | 徳本善信                | 秋山由樹子                                                  |
| 第4話  | ドラさん……私、今妊娠しちゃったかも……  | あおしまたかし | 伊能樹                     | 土屋浩幸                | 松竹徳幸、大竹紀子                                          |
| 第5話  | なんたるホーク卿の徳高きことよ!       | 鴻野貴光       | 中山岳洋                   | 駒屋健一郎              | 小関雅                                                      |
| 第6話  | ひいッ!らめえ、声出しちゃう〜!        | 中村浩二郎     | 鎌仲史陽                   | 星野真                  | 竹上貴雄                                                    |
| 第7話  | 栄えある王の凱旋だ!                   | 王雀孫         | ウシロシンジ 及川啓        | 北條史也                | 山本真嗣、内田孝 藤部生馬、花井宏和                         |
| 第8話  | 巨乳のクリームお姉ちゃんまだですかー! | あおしまたかし | 徳本善信 星野真            | 佐藤清光                | 小野和寛、清水勝祐                                          |
| 第9話  | 胸が高鳴るーっ!!                      | 中村浩二郎     | 伊能樹                     | ウシロシンジ 駒屋健一郎 | 山内尚樹、大田謙治                                          |
| 第10話 | ずっと、ファンでいてくださいね        | あおしまたかし | 中山岳洋                   | 玉田博                  | 橋口隼人、片岡英之 出野善則、青木あさ子 楡木哲郎、牛尾優依  |
| 第11話 | 妹萌えという概念を知っているか?       | 鴻野貴光       | 鎌仲史陽                   | 星野真                  | 内田孝、伊藤依織子 大田謙治、竹上貴雄 川口弘明、Han Jung Yi |
| 第12話 | 俺たちに翼は……                        | 鴻野貴光       | ウシロシンジ 及川啓 清水聡 | 駒屋健一郎              | 山本真嗣、竹上貴雄 山崎輝彦                                 |
| OVA    | 肌色率九割増                          | 王雀孫         | ウシロシンジ               | 清水聡                  | 熊田明子、河野絋一朗 山内尚樹                               |

### 放送局（テレビアニメ）
| 放送地域 | 放送局             | 放送期間               | 放送日時           | 放送系列   | 備考              |
| -------- | ------------------ | ---------------------- | ------------------ | ---------- | ----------------- |
| 千葉県   | チバテレビ         | 2011年4月3日 - 6月19日 | 日曜 24:30 - 25:00 | 独立UHF局  |                   |
| 日本全域 | AT-X               | 2011年4月4日 - 6月20日 | 月曜 8:30 - 9:00   | CS放送     | リピート放送あり  |
| 東京都   | TOKYO MX           | 2011年4月5日 - 6月21日 | 火曜 25:30 - 26:00 | 独立UHF局  |                   |
| 埼玉県   | テレ玉             | 2011年4月6日 - 6月22日 | 水曜 26:05 - 26:35 | 独立UHF局  |                   |
| 兵庫県   | サンテレビ         | 2011年4月6日 - 6月22日 | 水曜 26:05 - 26:35 | 独立UHF局  |                   |
| 岐阜県   | ぎふチャン         | 2011年4月7日 - 6月23日 | 木曜 25:45 - 26:15 | 独立UHF局  |                   |
| 三重県   | 三重テレビ         | 2011年4月8日 - 6月24日 | 金曜 25:50 - 26:20 | 独立UHF局  |                   |
| 日本全域 | バンダイチャンネル | 2011年5月6日 - 7月22日 | 金曜 12:00 更新    | ネット配信 |                   |
| 日本全域 | ニコニコチャンネル | 2011年5月6日 - 7月22日 | 金曜 更新          | ネット配信 | 2話以降は有料配信 |

### OVA
OVA 俺たちに翼はない番外編『肌色率九割増』
2011年6月24日に発売された一般向けPCゲーム『俺たちに翼はないR』予約特典の、テレビアニメ版の番外編短編アニメ。ヒロイン達が休暇で温泉旅館に行くエピソード。
2011年8月26日、Navelより『俺たちに翼はない if』のタイトルで一般発売された。

### BD / DVD
すべてマーベラスエンターテイメントより発売、メディアファクトリーより販売。初回特典は「西又葵描き下ろしデジパック仕様」「クリア三方背ケース」「夢CD：キャラソン収録ラジオCD出張版BD&DVDでも俺たちに翼はNIGHT」「アッチョリケ書き下ろしキャラクターソングスコア「おれつば！」」「エンドカード仕様ポストカード（2枚）」。他に音声特典として「王雀孫書き下ろし キャラクターコメンタリー」「スタッフコメンタリー」（ウシロシンジ、鴻野貴光、アッチョリケ、王雀孫、伊藤誠）、毎回特典として「オリジナルブックレット」「ピクチャーレーベル」が付いてくる。連動購入特典応募券が付いており、Volume1-3の連動購入特典はハリュー・クロードライブイベントCD『ハリュー・ザ・ワールド 〜身長140cmの世界〜』が、Volume4-6の連動購入特典は書き下ろしアンソロジー小説『俺たちに翼はない ヘルタースケルター』である。
| 巻数    | 発売日         | 収録話        | 商品番号                        | パッケージ                             | キャラソン                                                                     | コメンタリー                     |
| ------- | -------------- | ------------- | ------------------------------- | -------------------------------------- | ------------------------------------------------------------------------------ | -------------------------------- |
| Volume1 | 2011年6月22日  | 第1話 第2話   | Blu-ray ZMXZ-7161 DVD ZMBZ-7171 | 渡来明日香・鳳鳴                       | 渡来明日香「under the breeze」                                                 | 鳳鳴・鳳翔・バニィD              |
| Volume2 | 2011年7月27日  | 第3話 第4話   | Blu-ray ZMXZ-7162 DVD ZMBZ-7172 | 玉泉日和子・羽田小鳩                   | 羽田小鳩「Prism」                                                              | 玉泉日和子・林田美咲・咲夜       |
| Volume3 | 2011年8月24日  | 第5話 第6話   | Blu-ray ZMXZ-7163 DVD ZMBZ-7173 | 鳳鳴・香田亜衣・春日春恵               | 玉泉日和子「夢の扉」                                                           | 山科京・高内昌子・針生蔵人       |
| Volume4 | 2011年9月21日  | 第7話 第8話   | Blu-ray ZMXZ-7164 DVD ZMBZ-7174 | 渡来明日香・山科京                     | 高内昌子「乙女チックロマンス」                                                 | 伊丹伽楼羅・軽部狩男・DJコンドル |
| Volume5 | 2011年10月26日 | 第9話 第10話  | Blu-ray ZMXZ-7165 DVD ZMBZ-7175 | 玉泉日和子・望月紀奈子・日野英里子     | 鳳鳴「sky sunset」                                                             | 羽田タカシ・千歳鷲介・成田隼人   |
| Volume6 | 2011年11月25日 | 第11話 第12話 | Blu-ray ZMXZ-7166 DVD ZMBZ-7176 | 渡来明日香・玉泉日和子・鳳鳴・羽田小鳩 | 渡来明日香&玉泉日和子&羽田小鳩 「僕らが君に歌うのは たとえばこんなキャラソン」 | 渡来明日香・羽田小鳩・青年ヨージ |

## インターネットラジオ
『おれつば振興会 夢ラジオ・俺たちに翼はNIGHT』は、ランティスウェブラジオにて2010年12月10日から2011年12月30日まで毎週金曜日に配信されたインターネットラジオ番組。開始に先立ち、プレ放送（第0回）が2010年11月19日に配信された。パーソナリティは吉田真弓（渡来明日香役）・小野涼子（玉泉日和子役）・又吉愛（羽田小鳩役）の3人。通称は「つばラジ」。
番組の趣旨は「ドラマCDシリーズ『俺たちに翼はない』通称おれつばをちょいちょい宣伝しながら、基本的にフリーダムな感じで大雑把になんやかんやしてゆく番組」である。パーソナリティ3人によるぐだぐだなトークが中心。「ぐだぐだ」は3人によると、役者ならではの演技とのこと。「なんだと」「やったね」などの台詞や、語尾に「マーベラス!」「ランティス!」などをつけるなど、会話の端々で『おれつば』のネタが出てくる。番組タイトルを考えたのは小野涼子だが、ラジオとは無関係に思いついたものを王雀孫に使われてしまった。
2本録り（第3-5回のみ3本録り）であるが、1本目は3人が飛ばしすぎるため、2本目は覇気がないことがある。その飛ばしっぷりに他の声優陣からは、オファーは勘弁してほしいと言われている。また、『おれつば』に出演した声優がゲストの時は、冒頭で「夢ラジオ」にゲストとして呼ばれるミニドラマが流される。『ねぶら』のパーソナリティである荻原秀樹、後藤邑子がそれぞれゲストに来たときは、『ねぶら』内で使用されているBGMが使われた。
他の声優陣から、「わからないことは小野涼子と堀井茶渡に聞け」とまで言われるぐらいのおれつば好きである堀井茶渡は、ほぼ毎回収録へ遊びに来てお菓子を差し入れている。
2010年12月31日には、ニコニコ生放送で「おれつば振興会『夢ラジオ・俺たちに翼はNIGHT』年忘れスペシャル!inねぶ生」が放送された。発案者は又吉愛。吉田、小野、又吉に加え、西又葵、アッチョリケが出演。堀井茶渡も飛び入り出演した。
2011年6月17日には、アニメ『俺たちに翼はない』とアニメ『星空へ架かる橋』の最終話オンエア直前にもうひともりあげしようということで、
『おれつば振興会 夢ラジオ・俺たちに翼はNIGHT × ラジオ・星空へ架かる橋「よろづよ別館」コラボ生ラジオ 最終話放送直前！俺たちに架かる吉田・ドキッ！女だらけの生放送SP』がUstreamおよびニコニコ動画内【まべちゃん】で20時から生放送された。両アニメに出ている吉田真弓、『俺たちに翼はない』に出ている小野涼子、又吉愛と、『星空へ架かる橋』に出ている河原木志穂、大久保藍子がパーソナリティで出演した。伊藤誠と堀井茶渡も飛び入りで参加している。
TVアニメのBD・DVD各巻には、3人による「夢CD：キャラソン収録ラジオCD出張版BD&DVDでも俺たちに翼はNIGHT」が収録されている。
GRANRODEOのCMが“オチ”になることがしばしばある。

### 主要コーナー
プリンセスの部屋へようこそ
グレタガルドの王宮から降臨した聡明なアスカ姫（吉田真弓）が、リスナーからの相談に答えるコーナー。第3回からスタート。吉田自身は大変らしく、早く終わることを望んでいる。第24回以降は、バグり気味のプリンセスの代わりとして、ゲスト声優が扮する人物が答えるようになっている。
がんばれタマちゃん先生
生真面目な学生作家、「細川玉木」こと玉泉日和子（小野涼子）が遭遇する悩みのお題に、リスナーがアドバイスをする……という趣旨だが、実際は大喜利と化したコーナー。お題そのものも募集している。第5回からスタート。第14回で放送されたお題「たまには口説かれたいタマちゃん先生をズキューンとさせちゃう殺し文句」が小野涼子に受けたため常時募集されており、声優がゲストの時は男女関係なく殺し文句を読ませている。又吉は男性ゲストのとき、自ら考えた殺し文句を読んでもらっている。上記のお題が第22回から、「小野涼子のつやっと行こう」というコーナー名に変わってしまったため、しばらく休止していたが、第33回で復活した。
世界が平和でありますように
リスナーが日常のちょっとした幸せを報告するコーナー。第6回からスタート。コーナー紹介の時は効果音が流れず、吉田と小野が羽田小鳩「Utopia.」を口ずさむ。最後は羽田小鳩（又吉愛）が「○○おにいちゃん、やったね!」と言ってくれる。すぐに吉田が「だから何?」などと突っ込むのがお約束。
夢ゲーム・俺たちに翼はFIGHT
『おれつば』の登場人物が格闘ゲームのキャラクターになったらどんな技を繰り出すのかを募集している。第15回放送で好評だったため、第17回にてレギュラーコーナーに採用された。しかし格闘ゲーム化は噂のまま、第53回で最終回となった。
告っちゃおう、気楽に
お菓子の国からやってきた、夢見る乙女キャンディ☆ガールズ（まゆきゃん・りょーきゃん・あいきゃん）が、萌え声で告白してくれるコーナー。ゲストがメンバーに加わることがある。第17回でレギュラーコーナーに採用された。タイトルの由来は、DJコンドルのセリフ「ぶるっきゃおう、ぴらむに」より。第56回で、お菓子の国へ帰っていった。
ホークの顔も三度まで
おとなの国からやってきた、妖しい小悪魔セクシー☆レディーズ（キューピッド・クール・ラブ）が、草食ボーヤたちにムチを入れるコーナー。ゲストがメンバーに加わることがある。第17回でレギュラーコーナーに採用された。第55回で、セクシー☆レディーズは解散した。
小野涼子のつやっと行こう
ゲスト様の素敵なボイスでズキューンとくるセリフを読んでもらおう、というコーナー。元々は「がんばれタマちゃん先生」の一企画だったが、第22回よりタイトルまで変わってしまった。正式なコーナーとしてHPに告知されているわけではないが、常にメールを募集している。タイトルの元ネタは千歳鷲介のセリフ「ぬるっと行こう」。“つやっと”の部分は、回によって別の言葉に変わることもある。
奈落の底からこんばんは
リスナーからの普通のお便りをスピーディーに読むコーナー。略してならこん。第33回で名前が「奈落の底からこんにちは」に決定し、第35回から正式にスタート、第37回で名前が今のものに変わった。
インフォメーションコーナー
Navelやアニメの宣伝を行うコーナー。
今週のアニつば
その週に放映されたアニメについて振り返るコーナー。アニメの最終回に伴い終了。

### 配信リスト
| 放送回数 | 配信日         | ゲスト                                | 備考 |
| -------- | -------------- | ------------------------------------- | --- |
| 第0回    | 2010年11月19日 | 王雀孫                                | プレ放送。王台本による明日香、日和子、小鳩の生ミニドラマが流れた。                                                                                |
| 第1回    | 2010年12月10日 | 王雀孫                                | 一般に混じり、堀井茶渡からのメールが読まれた。 |
| 第2回    | 2010年12月17日 | 堀井茶渡                              | |
| 第3回    | 2010年12月24日 | 西又葵                                | 小鳩の誕生日ということで、コーナー枠はすべて小鳩が独占した。                                                                                      |
| 第4回    | 2010年12月31日 | 荻原秀樹                              | 一般に混じり、王雀孫からのメールが読まれた。 |
| 第5回    | 2011年1月7日   | アッチョリケ                          | |
| 第6回    | 2011年1月14日  | 堀井茶渡                              | |
| 第7回    | 2011年1月21日  | 伊藤誠                                | |
| 第8回    | 2011年1月28日  | 王雀孫 岡嶋妙                         | 小雀孫タン役として岡嶋妙が登場。 |
| 第9回    | 2011年2月4日   | 岡嶋妙                                | |
| 第10回   | 2011年2月11日  | アッチョリケ                          | 3人のユニット名「キャンディー☆ガールズ」が冒頭で解散した。番組後半で、二人の暴走ぶりに小野涼子が本気で泣いてしまった。                            |
| 第11回   | 2011年2月18日  | 浅井清己                              | |
| 第12回   | 2011年2月25日  | 西又葵                                | 3人のユニット名「セクシー☆レディーズ」が冒頭で解散した。                                                                                          |
| 第13回   | 2011年3月4日   | 三浦祥朗                              | |
| 第14回   | 2011年3月11日  | 後藤邑子                              | パーソナリティの要請により、途中で堀井茶渡が出演した。                                                                                            |
| 第15回   | 2011年3月18日  | 堀井茶渡                              | 「プリンセスの部屋へようこそ」の代わりに、吉田がいつも演じる「老婆の部屋へようこそ」が流された。                                                  |
| 第16回   | 2011年3月25日  | 川原慶久                              | |
| 第17回   | 2011年4月1日   | 伊藤誠                                | |
| 第18回   | 2011年4月8日   | 下野紘                                | 川原慶久がスタジオに現れ、黄色い花束を下野に渡し、投げキッスをして無言で帰った。                                                                  |
| 第19回   | 2011年4月15日  | 王雀孫                                | |
| 第20回   | 2011年4月22日  | たかはし智秋                          | たかはしはセクシー☆レディーズにジューシーとして参加した。                                                                                         |
| 第21回   | 2011年4月29日  | 美郷あき                              | 美郷はキャンディ☆ガールズにあききゃんとして参加した。                                                                                             |
| 第22回   | 2011年5月6日   | 堀井茶渡 田中一成 笹本昌幸 a.k.a.魔梵 | 他に荻原秀樹・川原慶久・三浦祥朗がスタジオブースの中にいた。                                                                                      |
| 第23回   | 2011年5月13日  | 橋本みゆき                            | 橋本はセクシー☆レディーズにブリッジとして参加した。                                                                                               |
| 第24回   | 2011年5月20日  | 稲田徹                                | 「プリンセスの部屋へようこそ」の代わりに、「プリンセス・ダブの部屋へようこそ」が流された。                                                        |
| 第25回   | 2011年5月27日  | アッチョリケ                          | |
| 第26回   | 2011年6月3日   | 服巻浩司 三宅淳一 藤野とも子          | 「プリンセスの部屋へようこそ」の代わりに、「大司教の部屋へようこそ」が流された。                                                                  |
| 第27回   | 2011年6月10日  | 服巻浩司 三宅淳一 藤野とも子          | |
| 第28回   | 2011年6月17日  | 高口幸子                              | |
| 第29回   | 2011年6月24日  | 堀井茶渡                              | 「テレビアニメ最終回スペシャル」と題し、全12話を振り返りながら思い出トークを繰り広げた。堀井はセクシー☆レディーズにワンコイン茶子として参加した。 |
| 第30回   | 2011年7月1日   | 藤本たかひろ あおきさやか             | 「プリンセスの部屋へようこそ」にリシアンサス（『SHUFFLE!』）が登場した。                                                                          |
| 第31回   | 2011年7月8日   | 鴻野貴光 ウシロシンジ                 | |
| 第32回   | 2011年7月15日  | 中島沙樹                              | |
| 第33回   | 2011年7月22日  | 西又葵                                | |
| 第34回   | 2011年7月29日  | 川原慶久                              | 「プリンセスの部屋へようこそ」に、城下で捉まえた貴族レイブンが登場した。                                                                          |
| 第35回   | 2011年8月5日   | 王雀孫                                | |
| 第36回   | 2011年8月12日  | 石川英郎                              | |
| 第37回   | 2011年8月19日  | -                                     | |
| 第38回   | 2011年8月26日  | 友永朱音                              | |
| 第39回   | 2011年9月2日   | -                                     | |
| 第40回   | 2011年9月9日   | 稲田徹 川原慶久                       | 「つやっと行こう」における迦楼羅のセリフで、感極まった又吉が泣いてしまった。                                                                      |
| 第41回   | 2011年9月16日  | -                                     | |
| 第42回   | 2011年9月23日  | 大津田裕美                            | |
| 第43回   | 2011年9月30日  | -                                     | |
| 第44回   | 2011年10月7日  | 堀井茶渡                              | |
| 第45回   | 2011年10月14日 | 王雀孫                                | |
| 第46回   | 2011年10月21日 | 萩原えみこ                            | |
| 第47回   | 2011年10月28日 | アッチョリケ                          | |
| 第48回   | 2011年11月4日  | 三浦祥朗                              | |
| 第49回   | 2011年11月11日 | 伊藤誠                                | |
| 第50回   | 2011年11月18日 | 三宅淳一 服巻浩司                     | |
| 第51回   | 2011年11月25日 | -                                     | |
| 第52回   | 2011年12月2日  | 代永翼                                | |
| 第53回   | 2011年12月9日  | -                                     | |
| 第54回   | 2011年12月16日 | 小松由佳                              | |
| 第55回   | 2011年12月23日 | -                                     | |
| 第56回   | 2011年12月30日 | 川原慶久 堀井茶渡 三浦祥朗            | |

### 主題歌（ラジオ）
オープニングテーマ
「Jewelry tears」（第1回 - 第17回）
「Spread Wings.」（第18回 - 第56回）
エンディングテーマ
「Sky Sanctuary」（第1回 - 第17回）
「NEVERLAND」（第23回 - 第52回）
その他、回の内容に応じてキャラクターソングが流れることがある。

### ラジオCD
Navelより発売。ジャケットは西又葵。
- おれつば振興会 夢ラジオ・俺たちに翼はNIGHT Vol.1
  - 2011年6月29日発売 NVGS-0281
  - 第0回から第16回までの放送分と録り下ろしラジオ音源を収録。DVD-ROM1枚+CD1枚。
  - 録り下ろしラジオCDのゲストは日野聡と三浦祥朗。
- おれつば振興会 夢ラジオ・俺たちに翼はNIGHT Vol.2
  - 2011年8月26日発売 NVGS-0282
  - 第17回から第29回までの放送分と録り下ろしラジオ音源を収録。DVD-ROM1枚+CD1枚。
  - 録り下ろしラジオCDのゲストは下野紘と川原慶久。
- おれつば振興会 夢ラジオ・俺たちに翼はNIGHT Vol.3
  - 2011年12月30日発売 NVGS-0292
  - 第30回から第43回までの放送分と録り下ろしラジオ音源を収録。DVD-ROM1枚+CD1枚。
  - 録り下ろしラジオCDのゲストは下野紘と代永翼。

## 関連商品

### CD
いずれもランティスより発売。

#### ドラマCD
ドラマCD（全5章）
『俺たちに翼はない』の世界観を知ってもらうためのドラマシリーズ。各章の舞台の日時はCD発売日近辺に合わせてある。各章毎に、メインヒロインの声優が歌ったイメージソング（ショートバージョン）が収録されている。脚本はいずれも王雀孫。
- 『ドラマシリーズ第1章 林田美咲』
  - 2008年8月6日発売 LACA-5801
  - 舞台は臨海学校。登場するのは美咲、明日香、日和子、京、高内、針生。
- 『ドラマシリーズ第2章 渡来明日香』
  - 2008年9月10日発売 LACA-5806
  - 舞台は体育祭。登場するのは明日香、日和子、京、美咲、高内、翔、針生、和馬。
- 『ドラマシリーズ第3章 玉泉日和子』
  - 2008年10月8日発売 LACA-5819
  - 舞台は美空学園の学園祭が間近に迫った「アレキサンダー」。登場するのは日和子、紀奈子、英里子、美咲、翔、狩男。
- 『ドラマシリーズ第4章 鳳鳴』
  - 2008年11月5日発売 LACA-5827
  - 舞台は秋祭りの柳木原（11月末頃）。登場するのは鳴、小鳩、和馬、優、亜衣、春恵、LR2001、チケドン、バニィD。
- 『ドラマシリーズ第5章 羽田小鳩』
  - 2008年12月10日発売 LACA-5835
  - 舞台はクリスマス前の柳木原（12月上旬頃）。登場するのは小鳩、鳴、紀奈子、優、亜衣、春恵、アリス。

ドラマCDセカンドシーズン（全4巻）
『俺たちに翼はない』ゲーム終了後を描いたドラマシリーズ。各巻毎にイメージソング（ショートバージョン）が収録されている。脚本は王雀孫と東ノ助。
- 第一巻『夢ラジオ・空色スクールデイズ』
  - 2009年8月5日発売 LACA-5936
  - 登場するのは明日香、日和子、京、美咲、高内、鷹志（タカシ）、針生、DJコンドル。イメージソングは美郷あきの「Find true love」。
- 第二巻『夢シアター・虹色リストランテ』
  - 2009年9月9日発売 LACA-5937
  - 登場するのは日和子、明日香、紀奈子、英里子、優、翔、蔵人、狩男、鷲介、伽楼羅他。イメージソングはのみこの「恋の運命」。
- 第三巻『夢テレビ・群青色メトロポリス』
  - 2009年10月7日発売 LACA-5938
  - 登場するのは鳴、小鳩、春恵、亜衣、隼人、プラチナ、LR2001、チゲドン、バニィD、鷹志（少年ヨージ）他。イメージソングはjinaの「Paradise harmony」。
- 第四巻『夢ゲーム・薔薇色クロスオーバー』
  - 2009年11月11日発売 LACA-5939
  - 登場するのは小鳩、明日香、日和子、鳴、鷹志（青年ヨージ）、和馬、アリス、あきら、咲夜他。イメージソングは橋本みゆきの「Silhouette」。

ドラマCD〜3rd Season 特別編〜（全1巻）
『俺たちに翼はない』アニメ終了後を描いたドラマ特別編。脚本は王雀孫と東ノ助。
- 『「俺たちに翼はない」ドラマCD〜3rd Season 特別編〜』
  - 2011年8月24日発売 LACA-15143
  - 登場するのは明日香、日和子、鳴、小鳩、タカシ、鷲介、隼人、伽楼羅、亜衣、美咲、翔、蔵人、和馬。中田可菜も登場しているが、クレジットされておらず、おまけ『中の人だより』にも登場していない。

#### ボーカルCD
- 「Sky Sanctuary」

歌 - 橋本みゆき 2008年7月23日発売 LACM-4521
挿入歌。『俺たちに翼はない〜Prelude〜』の主題歌として発売されたマキシシングル。ジャケットは渡来明日香。
- 「Jewelry tears」

歌 - 美郷あき 2009年1月28日発売 LACM-4565
主題歌。PCゲームに先駆けて発売されたマキシシングル。ジャケットは羽田小鳩。
- 「俺たちに翼はない」キャラクターソングアルバム

2009年4月22日発売 LACA-5907
ドラマCD全5章でメインヒロインの声優が歌ったイメージソングのFull Size他全12曲を収録。ジャケットはメインヒロイン4人。
- 「俺たちに翼はない」ドラマCD 2nd Season イメージソングアルバム

2009年12月9日発売 LACA-5986
ドラマCDセカンドシーズンに収録されたイメージソングのFull Size、メインヒロインや主人公の声優が歌ったイメージソングなど全13曲を収録。ジャケットはメインヒロイン4人。
- 「Cross Illusion」

歌 - 美郷あき 2010年8月11日発売 LACM-4727
『俺たちに翼はない AfterStory』の主題歌として発売されたマキシシングル。ジャケットは羽田小鳩。
- 「Spread Wings.」

歌 - 美郷あき 2011年4月27日発売 LACM-4798
テレビアニメオープニングテーマとして発売されたマキシシングル。
- 「NEVERLAND」

歌 - 橋本みゆき 2011年5月25日発売 LACM-4806
テレビアニメエンディングテーマとして発売されたマキシシングル。

#### オリジナルサウンドトラック
- 「俺たちに翼はない」オリジナルサウンドトラック
  - 2009年2月25日発売 LACA-9137/8
  - ゲームで使われたBGM、全ボーカル曲のGame Size（「微笑みジェノサイド」「光陰の海原」は元々Full Size）に加え、「Eternal Sky」「NEON Sign」のFull Sizeをボーナストラックとして収録した2枚組。ジャケットはメインヒロイン4人。Liner Notesは王雀孫。
- 「俺たちに翼はない AfterStory」オリジナルサウンドトラック
  - 『おれつばAS』で新たに加えられたBGM、オープニング「Cross Illusion」のGame Sizeを収録。ジャケットは渡来明日香。Liner Notesは王雀孫。『おれつばAS』のNavel onlineshop予約特典として付けられた非売品。
- TVアニメ『俺たちに翼はない』オリジナルサウンドトラック
  - 2011年6月22日発売 LACA-15124
  - アニメで使われたBGM全23曲を収録。ただし、アニメで使われたゲーム用BGMは除く。ジャケットは表が明日香と鳴、裏が日和子と小鳩。Liner Notesは王雀孫。

### 書籍
- 『俺たちに翼はない パーフェクトビジュアルブック』（アスキー・メディアワークス刊）
  - 2009年6月30日発売 ISBN 978-4-04-867889-6
  - 函入り仕様。函イラストはメインヒロイン4人。本体表紙は羽田小鳩。『俺たちに翼はない〜Prelude〜』を含むキャラクター紹介、ストーリー紹介、設定・原画紹介、攻略ガイド、スタッフインタビューなどを含む。本編では語られなかった裏設定も多数載っている。王雀孫の書き下ろし小説2編は、『俺たちに翼はない AfterStory』でゲーム化された。

### 小説
- 『Symphony of 俺たちに翼はない』 ※一般作品
  - 小説 - 王雀孫 イラスト - 西又葵
  - 『コンプティーク』（角川書店）2009年5月号から8月号まで連載。本編各主人公END後を描いた書き下ろし小説。4編とも『俺たちに翼はない AfterStory』でゲーム化。

### コミックス
- 『俺たちに翼はない』 ※一般作品
  - 第1巻：2009年11月9日発売 ISBN 978-4-04-715328-8
  - 第2巻：2010年5月26日発売 ISBN 978-4-04-715450-6
    - 原作 - Navel 作画 - 日下皓
    - 『コンプティーク』（角川書店）2009年3月号から2010年5月号まで連載（2009年7月号は休載）。全2巻。羽田鷹志編のコミカライズ。
    - ほぼ原作に沿った形で描かれている。そのため、他の章のネタバレも一部含まれている。
- 『俺たちに翼はない 〜Rhapsody〜』 ※一般作品
  - 第1巻：2009年7月25日発売 ISBN 978-4-04-715265-6
  - 第2巻：2010年2月24日発売 ISBN 978-4-04-715390-5
    - 原作 - Navel 作画 - 日下皓
    - 『月刊コンプエース』（角川書店）2009年1月号から2010年2月号まで連載。全2巻。千歳鷲介編のコミカライズ。
    - ほぼ原作に沿った形で描かれている。そのため、他の章のネタバレも一部含まれている。
- 『俺たちに翼はない 〜berceuse〜』 ※一般作品
  - 第1巻 - 2009年7月9日発売 ISBN 978-4-04-712617-6
  - 第2巻 - 2010年2月9日発売 ISBN 978-4-04-712650-3
    - 原作 - Navel 作画 - しのづかあつと
    - 『月刊ドラゴンエイジ』（富士見書房）2008年12月号から2009年11月号まで連載。全2巻。成田隼人編のコミカライズ。
    - 隼人と鳴のやりとりが中心で、他に登場するのは亜衣、春恵、翔、和馬のみ。YFBやR-ウィング、プラチナたちは登場しない。アリスやマルチネスも冒頭だけである。
- 『俺たちに翼はない フラグメンツ』 ※一般作品
  - 第1巻：2011年6月30日発売 ISBN 978-4-84-014006-5
  - 第2巻：2012年1月31日発売 ISBN 978-4-84-014098-0
    - 原作 - Navel 作画 - 森みさき
    - 『月刊コミックアライブ』（メディアファクトリー）2011年4月号から2012年2月号まで連載。2011年3月号には第0回が掲載された。全2巻。アニメの展開に沿ったストーリーとなっている。
- 『俺たちに翼はない フレッジリング』 ※一般作品
  - 第1巻：2011年6月30日発売 ISBN 978-4-84-014007-2
  - 第2巻：2012年1月31日発売 ISBN 978-4-84-014099-7
    - 原作 - Navel 作画 - うおぬまゆう
    - メディアファクトリー公式モバイルサイト『メディファク☆モバイル！』で2011年3月10日から2012年12月まで連載（2011年9月は休載）。無料配信。全2巻。アニメの展開に沿ったストーリーとなっているが、主にヒロイン視点から描いている。
- 『マジキュー4コマ 俺たちに翼はない』( エンターブレイン刊） ※一般作品
  - 第1巻 - 2009年4月25日発売 ISBN 978-4-7577-4845-3 表紙イラストは西又葵
  - 第2巻 - 2009年6月25日発売 ISBN 978-4-7577-4927-6
- 『俺たちに翼はない コミックアンソロジー』(一迅社刊）※一般作品
  - 2009年4月25日発売 ISBN 978-4-7580-0491-6 表紙イラストは羽純りお

## キャラクター人気投票
いずれも公式サイト内で開催。
『俺たちに翼はない〜Prelude〜』発売前人気投票
2008年5月25日から6月20日まで実施された。第1位は鳳鳴。グランプリ記念の壁紙が公式HPで公開された。本編では人気のあるサブヒロインにエンディングを作る予定となっていたが、このときの結果で山科京が第5位（サブヒロインでは1位）となったため、攻略ルートが作られた。
『俺たちに翼はない〜Prelude〜』発売後人気投票
2008年7月29日から8月31日まで男女キャラクター別に実施された。女性キャラクター第1位は玉泉日和子、男性キャラクター第1位は軽部狩男。グランプリ記念の壁紙がそれぞれ公式HPで公開された。
『俺たちに翼はない』キャラクター人気投票
2009年4月20日から5月31日まで男女キャラクター別に実施された。ユーザー投票コメントではキャラクターの中の人ネタや、別のキャラクターが投票する（例：羽田鷹志が森里和馬へ投票）ネタなどのコメントも見られた。順位に対するキャラクターからのコメントや、おれつば人気投票実行委員会書記王雀孫による裏話も含めた寸評や総評を収録した投票結果が公表されている。また、マイナーキャラ救済をコンセプトとし、狩男やプラチナ、YFBなどの男性キャラクターを描いた、斉藤陽子による壁紙が公式HPで公開された。女性キャラクター第1位は渡来明日香、男性キャラクター第1位は千歳鷲介。後に二人を主人公としたSS「フラグの折れたエンジェル」が書かれている（公式サイト企画参照）。
『俺たちに翼はない』第四次人気投票
2010年4月16日から5月7日まで男女キャラクター併せて実施された。ユーザーからの投票コメントでは前回同様、真面目なネタの他に凝った内容のコメントも含まれており、特に吉川あきらに対するコメントは別枠で「今週の変態紳士たち」としてまとめられ、中の人をドン引きさせていた。また、バニィDの声を担当した堀井茶渡は、署名入りで投票している。順位に対するキャラクターからのコメント（一部VOICE有り）や、おれつば人気投票実行委員会書記王雀孫による裏話も含めた寸評や総評を収録した投票結果が、『おれつばAS』発売後の8月6日に発表された。総合並びに女性部門1位は渡来明日香、男性部門1位は成田隼人。総合優勝の明日香、女性部門準優勝の日和子、女性部門優秀コメント賞の京、男性部門優勝の隼人、男性部門準優勝の鷲介、男性部門優秀コメント賞の翔、サブキャラ部門優秀賞の亜衣による副賞おやすみボイスが8月20日から9月18日まで限定公開された。
『俺たちに翼はない』第五次人気投票
『おれつばAS』発売後の2010年8月27日から9月30日まで実施された。男女キャラクター別の投票に加え、『おれつばAS』の各短編についても人気投票が行われた。初参加となるギルティへの文末シンクロ率が高く、緊急特別企画『今週の龍声舎組員たち』が別枠で披露された。9月15日に中間発表が発表されたものの、最終結果については音沙汰がなかった。2013年4月1日、裏エイプリル企画として、Navelのしろたま・ぶろぐ内にて順位が発表された。女性部門1位は渡来明日香、男性部門1位は羽田タカシ、AS短編部門1位は「その後のタカシ」。

## 公式サイト企画
「鷹は舞い降りた」
元々は本編中に出てくるロックバードのファンサイトBBS。エイプリルフール企画として、2009年4月1日にNavelの公式HPがこのBBSに変わり、0時から24時まで登場人物と思われるハンドル名の人物が次々に書き込み、本編そのままの世界が会話で繰り広げられ話題となった。残せるログの量が少なかったことから、初期の書き込みを読み逃した人も多かった。実際に書き込んだのは、王雀孫と東ノ助。西又葵は企画をよく知らないままスタッフ名で唯一書き込んでしまい、しかも京の詩を消してしまったことで「空気の読めない人」扱いをされてしまった。
「フラグの折れたエンジェル」
「『俺たちに翼はない』キャラクター人気投票」において、女性部門1位に選ばれた渡来明日香と男性部門1位に選ばれた千歳鷲介が主役のショートストーリー。2010年1月15日、22日、29日に前編、中編、後編が公式サイト内で公開された。内容は千歳鷲介編END後の話であり、明日香の屈折した想いも語られる。タイトルの由来は、本編中で鷲介と明日香が遭遇するシーンのセーブタイトルである。『俺たちに翼はない AfterStory』では、ストーリー「その後の鷲介」内にゲーム形式で収録されている。
「SUPER KARUO BRASSIERES」
Navelから発売が決定した自分探しポルノACT。ギバラ王国に住む大変仲のよい兄弟であるカルオ&ルイーグが主人公。二人はブラジャーの左右のようにいつでもいっしょにおり、ブラジャーが好きだったので、周囲からスーパーカルオブラジャーズと呼ばれていた。ふたりはさらわれたベリー姫を救うため、大魔王の城へ向かう。
2010年4月1日、スクリーンショットや本編登場人物と思われる体験者の声とともに情報が公開されたが、実際はエイプリルフール企画である。元ネタは『スーパーマリオブラザーズ』。

## その他
玉泉日和子が着ている制服は、自社作品『Really? Really!』で芙蓉楓が学園祭で着用しているコスプレ衣装と同じデザインであるが、これは先行発表されていた日和子の制服を使ったパロディである。
自社作品である『SHUFFLE!』や自社スタッフの悪口などを使ったギャグや、2ちゃんねるの作品スレッドに書かれていたジョークを取り込んだり、王がかつてメインシナリオを務めた『それ散る』のシーンや固有名詞を文章中に組み込んだりするなどのパロディ精神にあふれている。また、別の章で語られるエピソードや心理描写、『俺たちに翼はない〜Prelude〜』やドラマCDの内容を多数織り込むなど、様々な箇所で伏線が張られている。一度目ではわからず、二度プレイして初めて気付く仕掛けになっている箇所も多い。また、無印版OPの美空学園のシーンでは『SHUFFLE！』の登場人物である緑葉樹（黒板方面から歩いて来る眼鏡をかけた男子生徒）、土見稟（席についている男子生徒）、芙蓉楓（窓に背を向けて2人と談笑するヘアバンドをつけたショートヘアの女子生徒）に酷似したキャラが登場している。
本作の舞台である柳木原市は、渋谷や新宿付近がモデルとされている。ただし、作中の設定では某県の政令指定都市である。
一部の声優が集まって、「おれつば会」と称する飲み会を定期的に開催している。
2024年9月15日には、代官山SPACE ODDにて『俺たちに翼はない』15周年ライブイベント「Crossover!!」が開催された。出演者は、小野涼子/川原慶久/後藤邑子/中島沙樹/橋本みゆき/又吉愛/美郷あき/三宅淳一/吉田真弓。